# 三菱ふそう・キャンター
キャンター（CANTER）は、三菱ふそうトラック・バスにより製造・販売されている、小型及び中型トラックである。また、同社が唯一欧州市場において販売している車種でもある。
インドネシア仕様車は『コルトディーゼル』としてノックダウン製造されていたものの、2022年（令和4年）に国内仕様車同様『キャンター』へ車名を変更した。メキシコ仕様車はフレイトライナー・トラックスにより『360 715』として販売されている。

## 初代 T720型（1963年 - 1968年）
1963年3月に同社初の小型トラックとして2t積のT720型登場。視界が広く、運転操作が容易なキャブオーバー型を採用。エンジンは最高出力68psの直列4気筒1,986cc4DQ1型ディーゼルエンジン。走行性能や経済性において高評価を受けた。
1964年にマイナーチェンジ。前照灯を丸形2灯から丸形4灯へ変更。

## 2代目 T90型（1968年 - 1973年）
1968年7月に2代目「ニューキャンター」登場。前照灯は丸形4灯が採用され、フロントグリルと一体型となった。テールランプはコンビネーションタイプに変更。単独1灯の後退灯がなくなり、コンビネーションテールランプと一体化。前進4段のトランスミッションはフルシンクロ化された。
1968年12月にガソリンエンジン車を追加。2種類のガソリンユニットが用意され、標準車および長尺車はジュピタージュニアが搭載していた最高出力90psの1995ccKE42型を、長尺ダブルタイヤ車は新開発の最高出力95psの2315ccKE47型を搭載した。ディーゼルエンジンは最高出力75psの2384cc4DR1型に変更された。
1970年7月にマイナーチェンジで3分割タイプのフロントグリル（いわゆるV字型グリルだが後に登場する3代目のそれとは別物）を採用。ディーゼルエンジンは新開発の80psの2.7L 4DR5型に変更。フロントマーカーをグリル側に移設。また、リアランプのデザイン変更に伴い、後退灯をリアランプから分離。
また、2013年に開催された第43回東京モーターショーで三菱ふそうはキャンター生誕50周年を記念して1970年式2代目キャンターのレストア車を展示。三菱ふそうでは「ふそう名車復元プロジェクト」と名付け、開発・生産・販売各分野の社員有志により復元活動がされており、既にキャンターは2代目・3代目・4代目の合計4台の復元が完了し、現在は中型トラックのジュピターや大型トラックのT330の復元に取り組んでいるという。なお、キャンターは初代のみ現存車両が入手出来ない状況にあるよう。

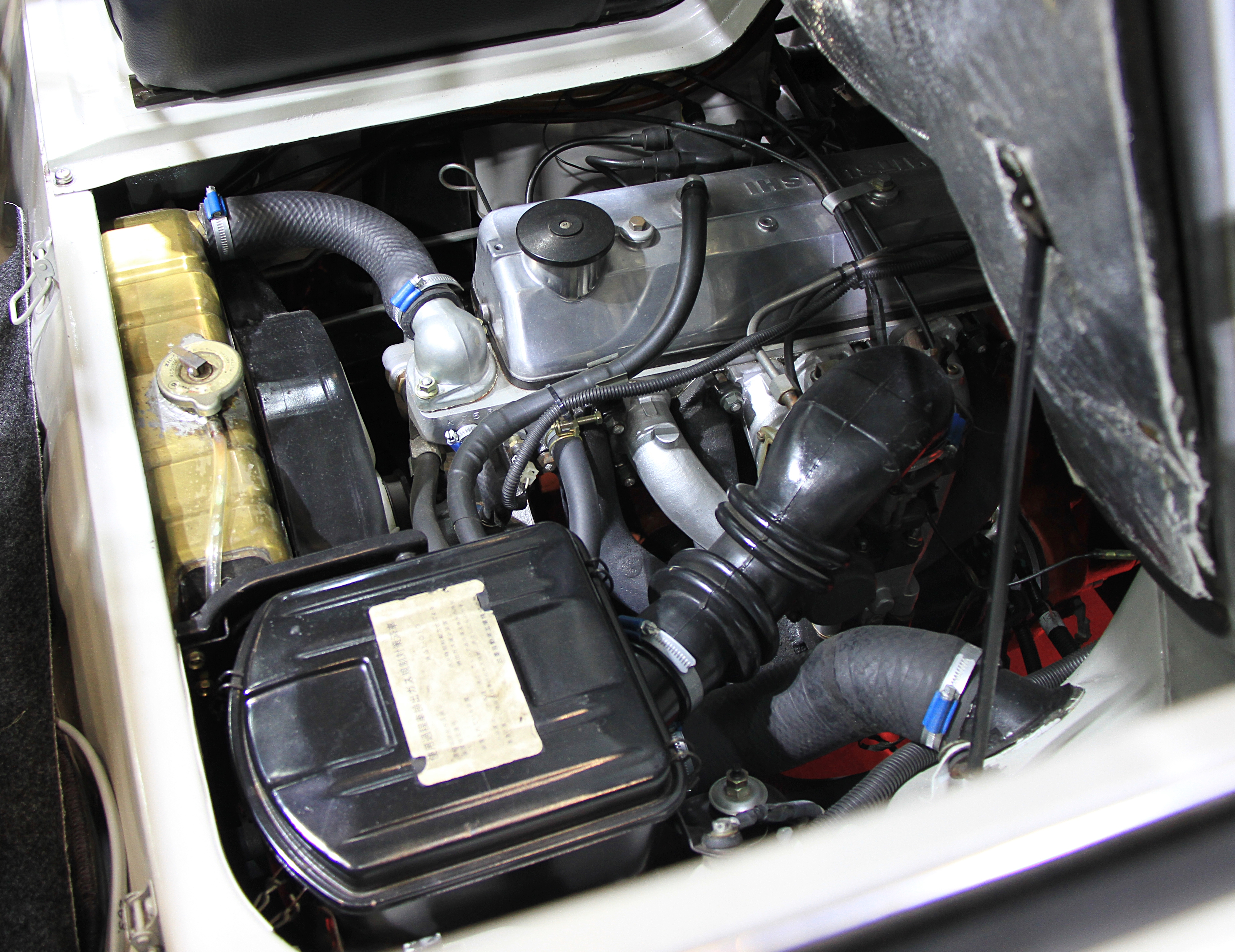
KE42型エンジン

## 3代目 T200型（1973年 - 1978年）
1973年5月に登場。T90型後期をベースに各部を大幅にメジャーチェンジ。2.5t積、3t積が展開され、80psの2700ccディーゼルエンジンを搭載し、最高速度や登坂能力で機動力を発揮した。通称「Vキャンター」。T210CH型はフジミ模型でモデル化された。
1975年1月に2.0Lガソリンエンジンがギャランと同じ4G52型（アストロン80）に変更され、昭和50年排出ガス規制に適合。
1976年7月に2t積ディーゼル車に超低床車を設定。後輪に小径ダブルタイヤが装着された。
1978年11月に生産・販売終了。
また、お台場旧車天国2017にてT210C型が展示された。

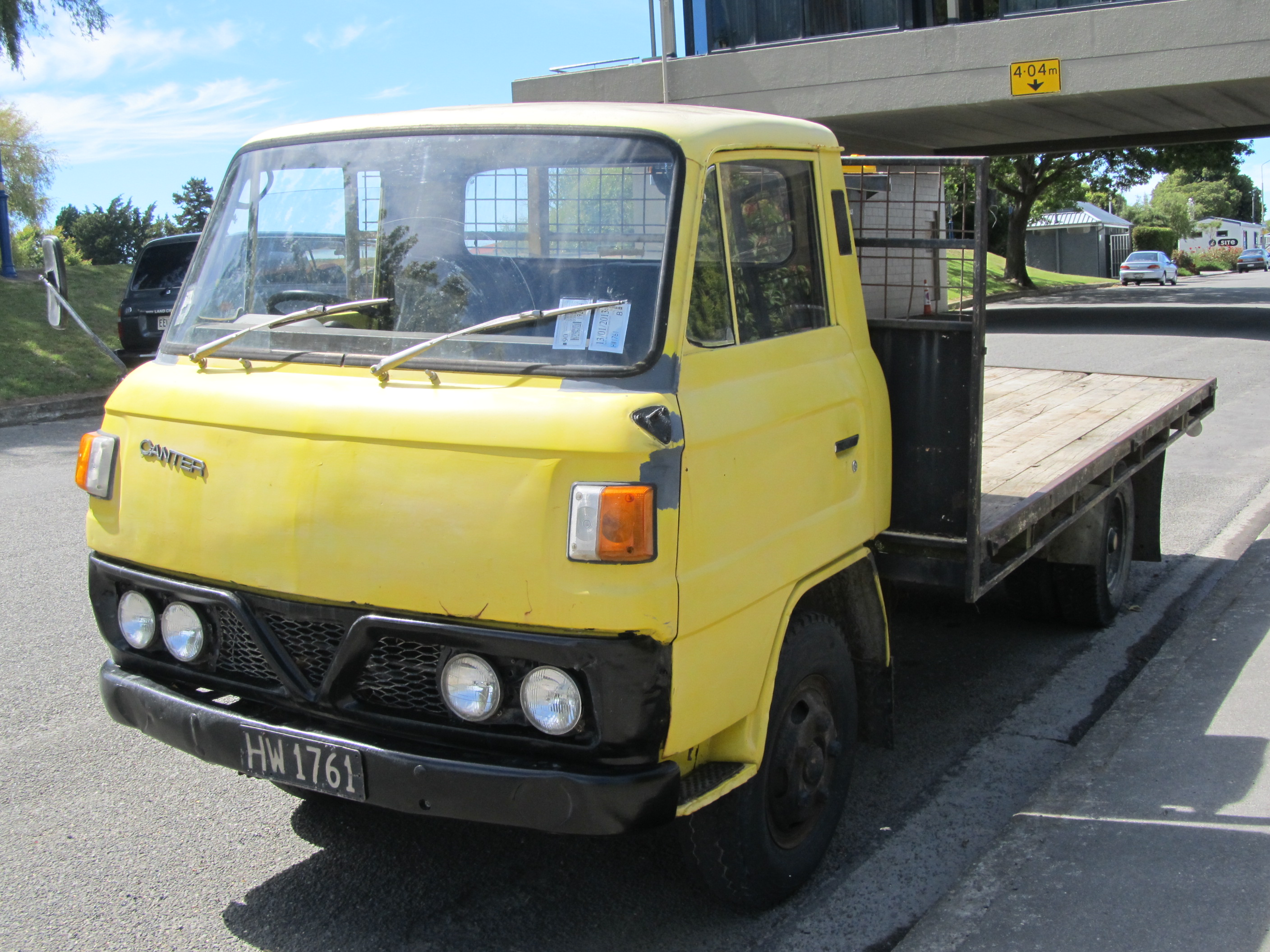
1976年式T200型

## 4代目 FE1/2型（1978年 - 1985年）
1978年11月登場。リアコンビネーションランプのデザインをT90型前期と同じ、3連に戻した。基本色は黄土色。このため、モデルチェンジ当初のキャッチフレーズは「黄金の足」。通称「黄金キャンター」。モデルチェンジ当初は、『007』シリーズのパロディのようなテレビCMを放映していた。
当初のエンブレムは、ワンクラス上のFKシリーズやFシリーズがスリーダイヤだった中、本モデルはM字を採用した。
このモデルからワイドキャブ及び3t積車が設定され、標準キャブはキャンター20、キャンター30、ワイドキャブはフロアシフトでキャンターワイド20、キャンターワイド30と言う名前で発売された。
1980年2月 マイナーチェンジ。ワイドキャブ全車にパワーステアリングをオプション設定。
1980年11月 新たに1.5積車として、キャンター15を発売。
1980年12月 3.5積車、キャンター35ワイドを発売。
1982年11月一部改良。MMCマークでフロントグリルに「CANTER」のエンブレムが入る。また、ディーゼル車に直接噴射式エンジン（NA100PS、ターボ120PS）を追加。
1983年12月 キャンター15をベースにしたウォークスルーバン「キャンターウォークスルー」を発売。
三菱自動車工業がスポンサーの一社であったテレビドラマ『3年B組金八先生』の第1シリーズで、金八先生の引越しシーンで使われた。

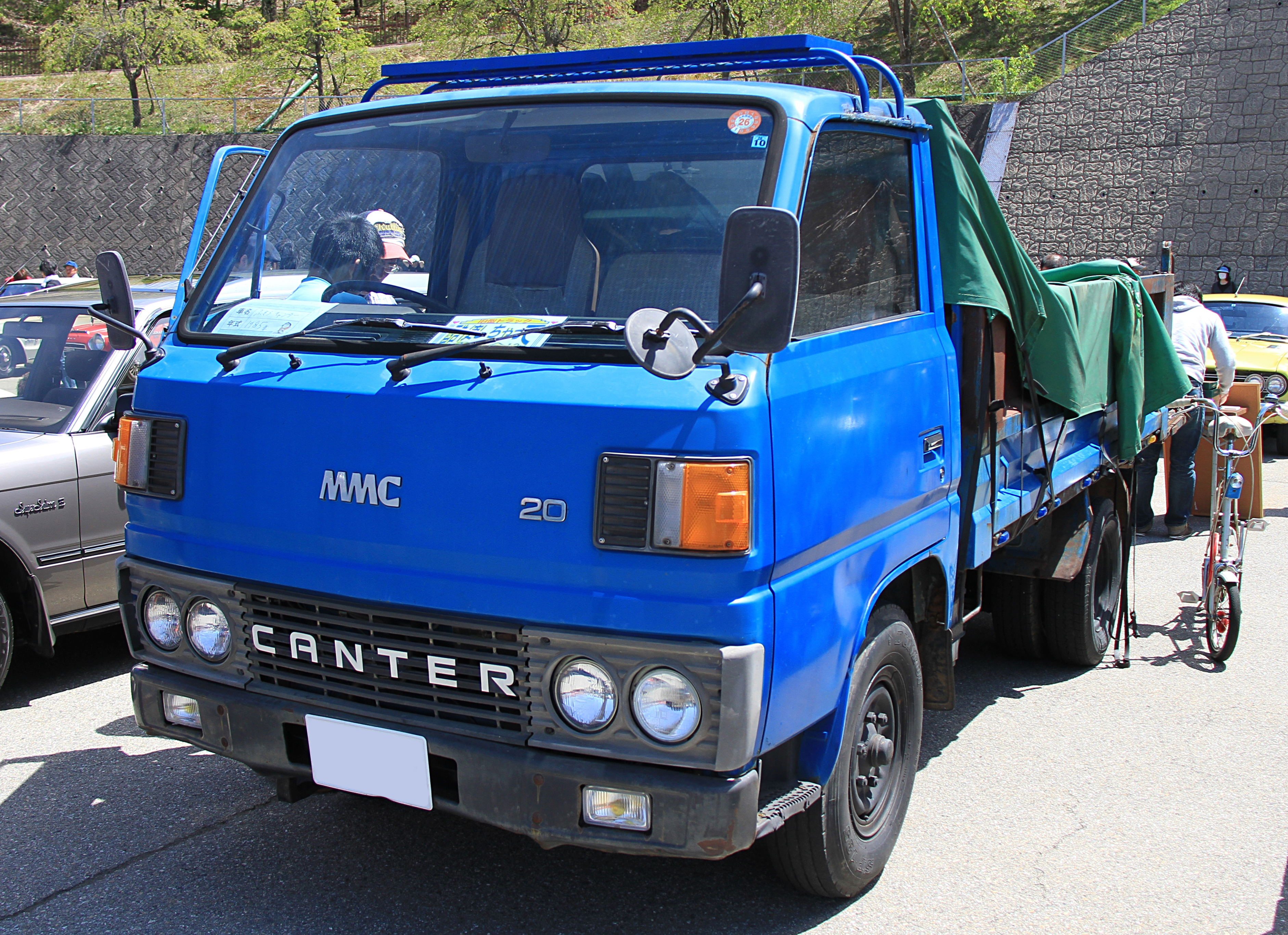
キャンター20（1985年式）
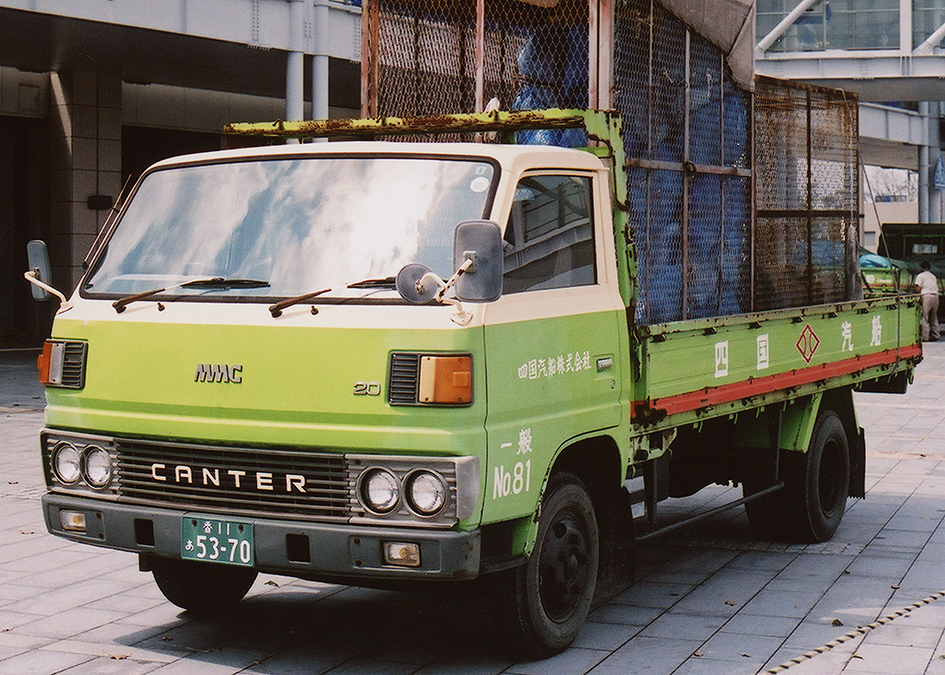
キャンター20 MMCマーク入り
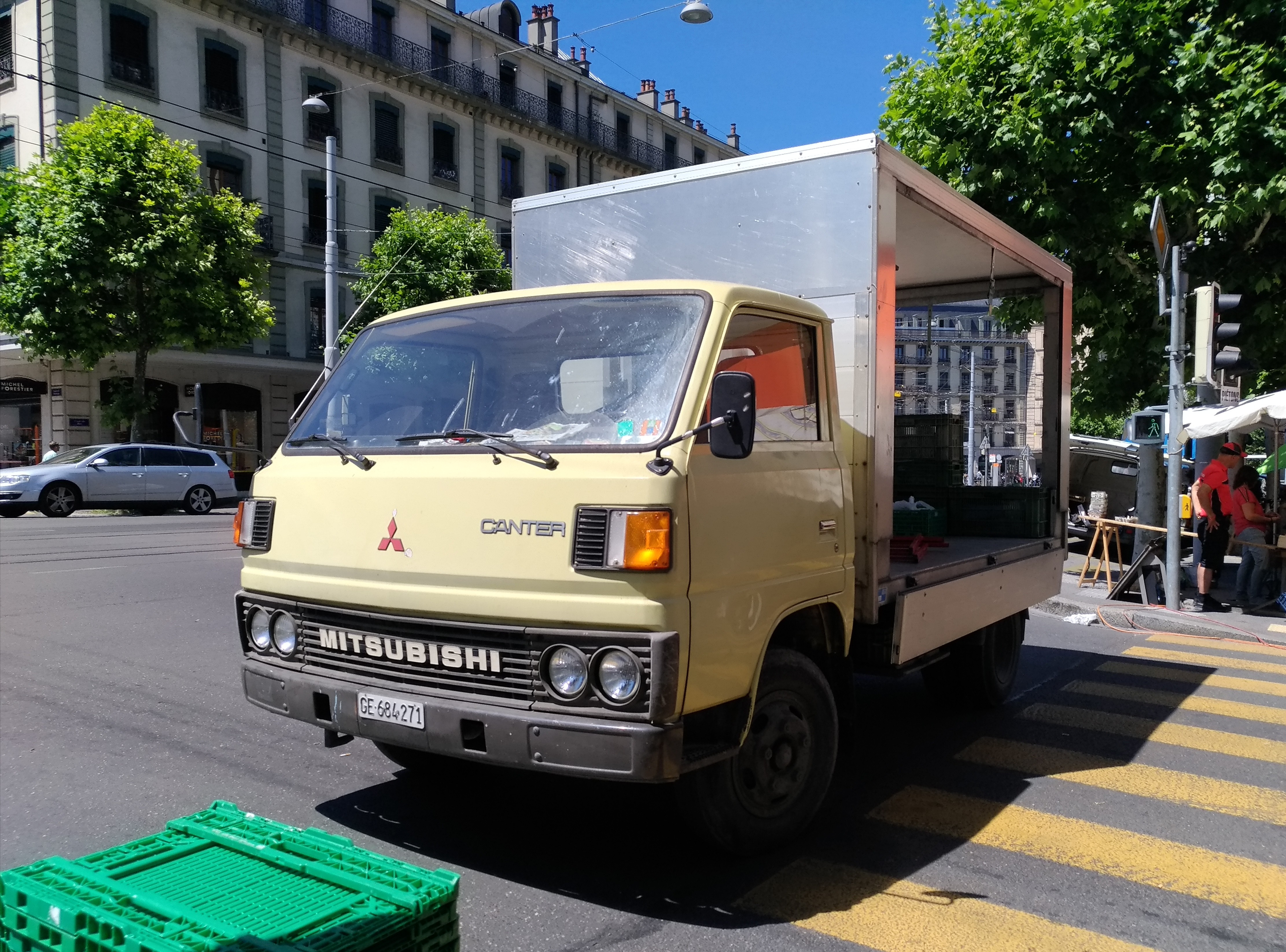
4代目キャンター後期型（欧州仕様）
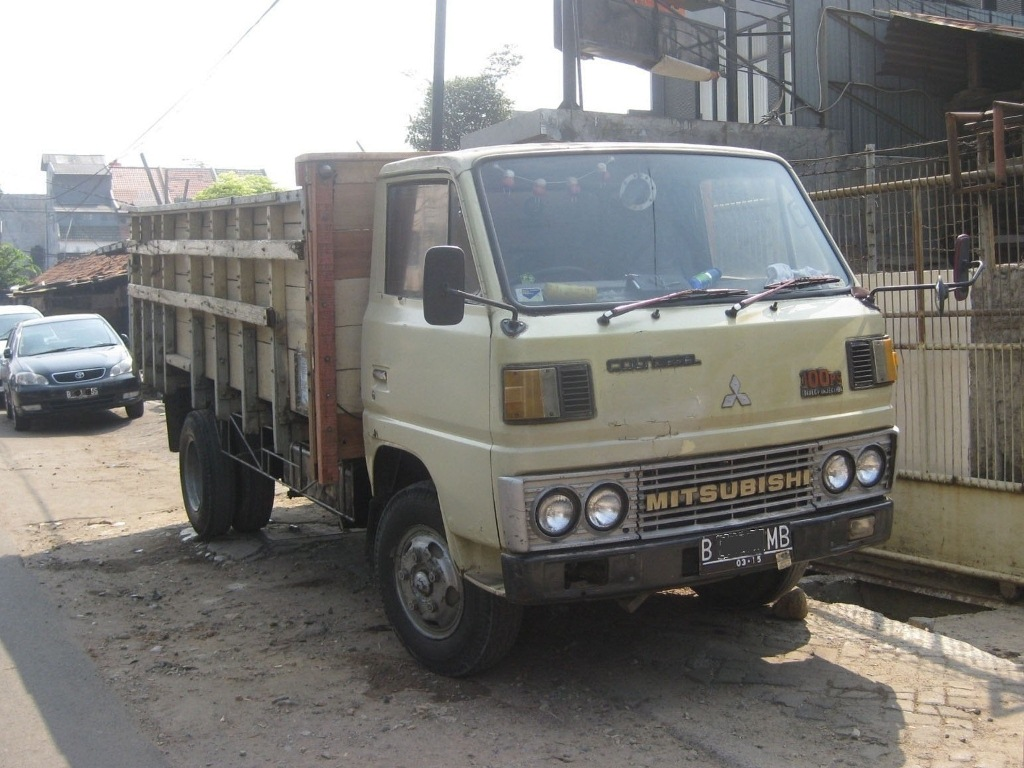
4代目キャンター後期型（コルトディーゼル・インドネシア仕様）

## 5代目 FE3/4型（1985年 - 1993年）
1985年10月登場。丸形4灯ライトからザ・グレート、ファイターに準じた異形角形2灯ライトに変更される。ただし、北米など国によって異なるが輸出仕様はこの代まで丸形4灯ライトを採用していた。フロントのMMCエンブレムもスリーダイヤに変更され、MMCエンブレムは助手席ドアに装着された。
フロントディスクブレーキの一部採用もこの代から設定された。シフトレバーもコラムシフトからフロアシフトに変更された。シフトは当初床からの長いロッドだったが、運転席と中央席の間に移されてロッドが短くなった。
カスタム仕様車にはメッキコーナーベンとパワーウインドーが装備されていた。
デビュー当時のキャッチコピーは「MY NEW STAGE」「僕の動きを、見て欲しい」「いま、未来を積んだトラック」。
1986年7月 キャンター20、キャンター30に4WD車を追加。
1987年1月 キャンター15をキャンターガッツに名称変更。
1989年11月 マイナーチェンジ。平成元年排出ガス規制適合、フロントグリルの形状変更。
1991年6月、クラス初のABSをオプション設定。パワーウインドーを全車に標準装備。
インドのアイシャー・モーターズでは現在も生産されており、フロントパネルが大幅に変更されている他、日本には無いベッド付きキャブも存在する。

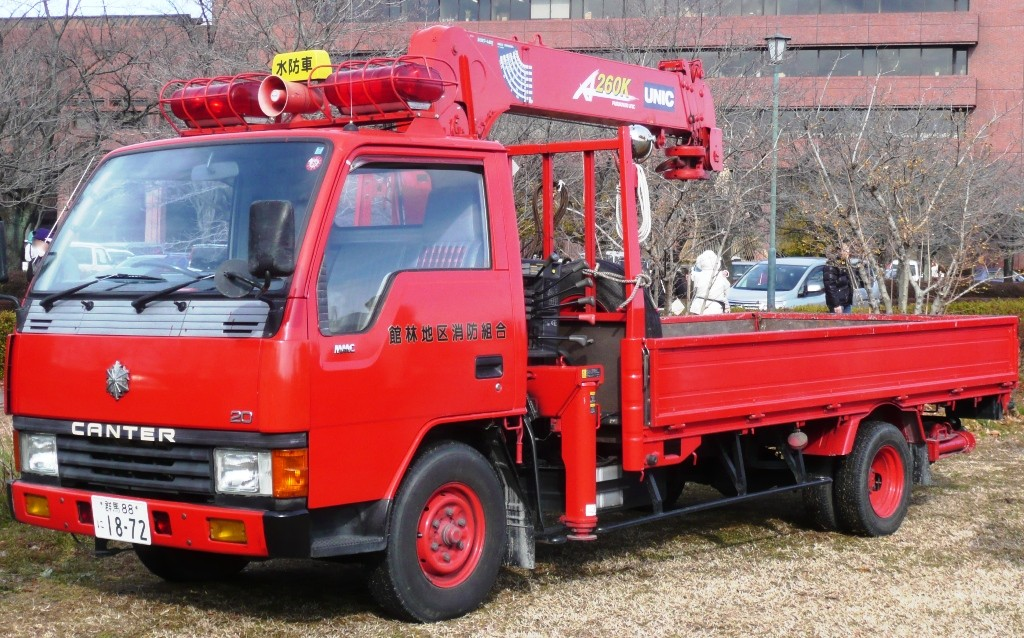
キャンター20 前期型
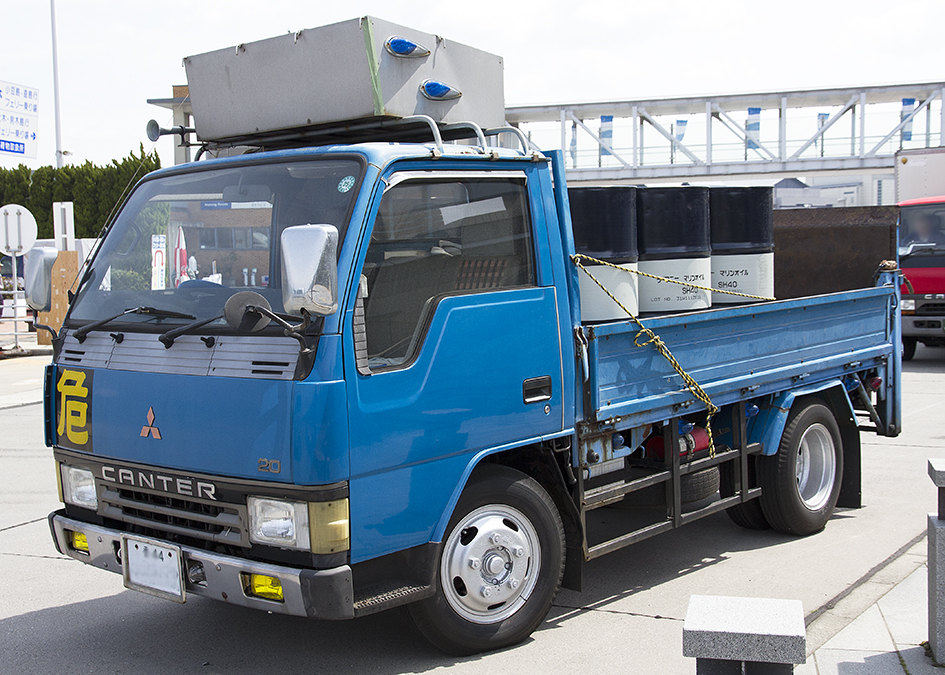
キャンター20 前期型
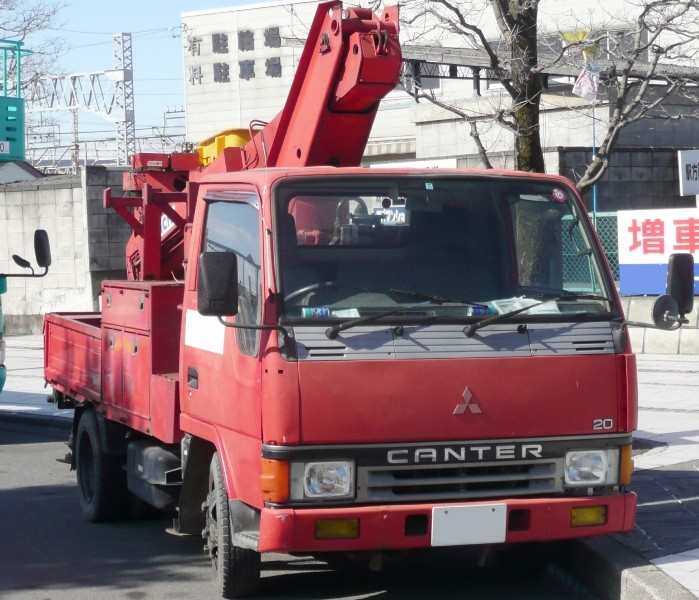
キャンター20 後期型
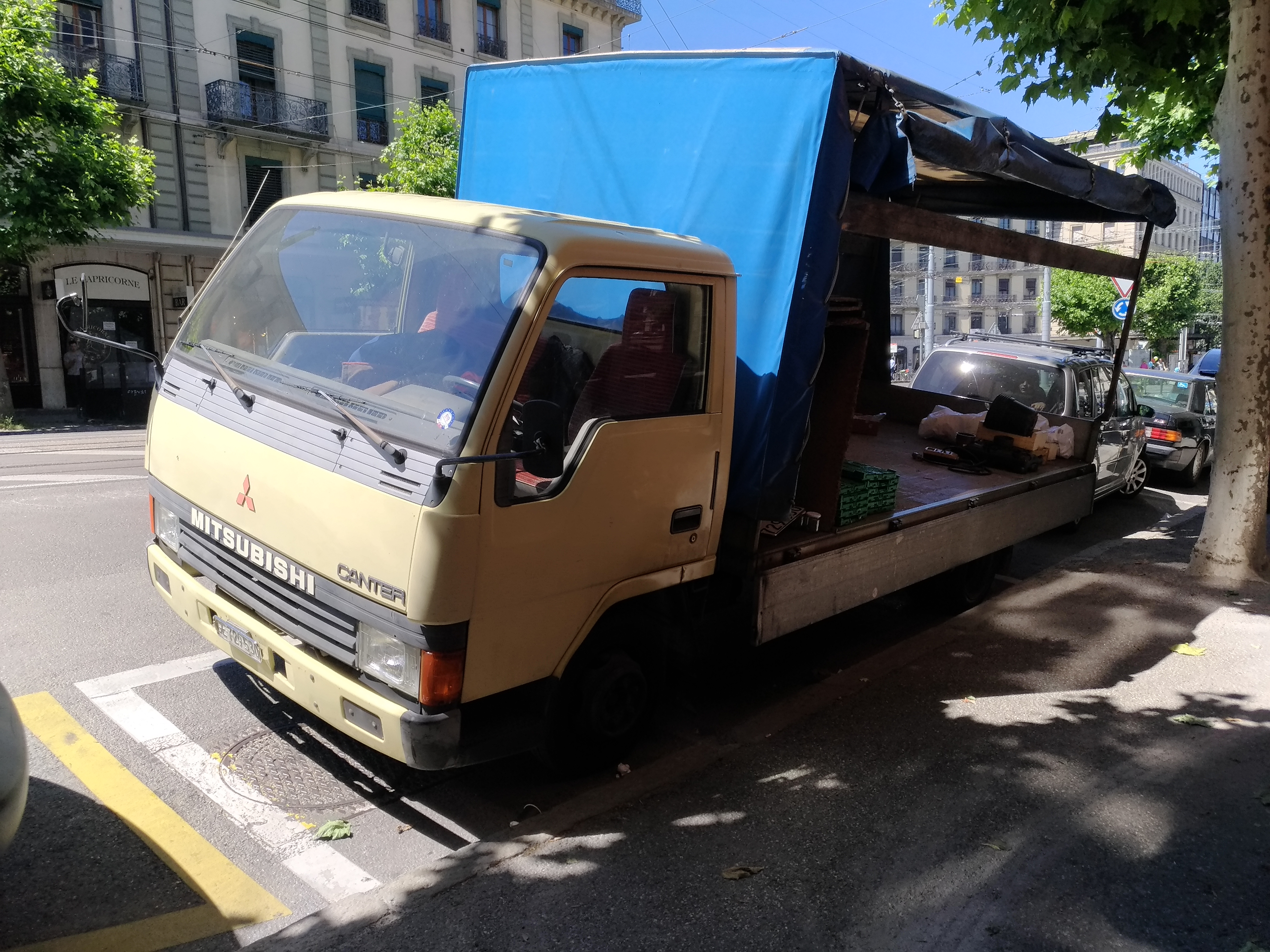
5代目キャンター前期型（欧州仕様）
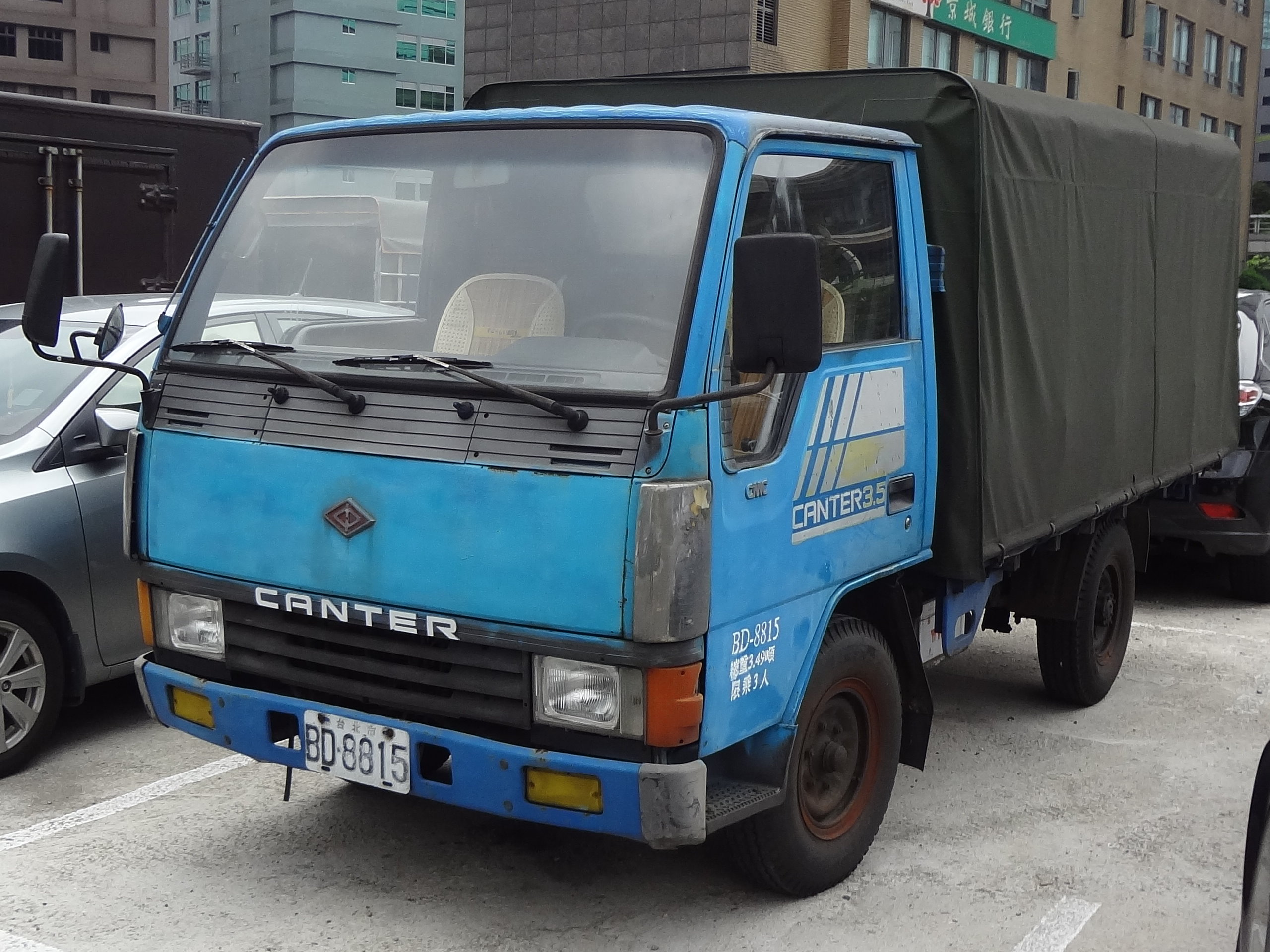
5代目キャンター前期型（台湾仕様）
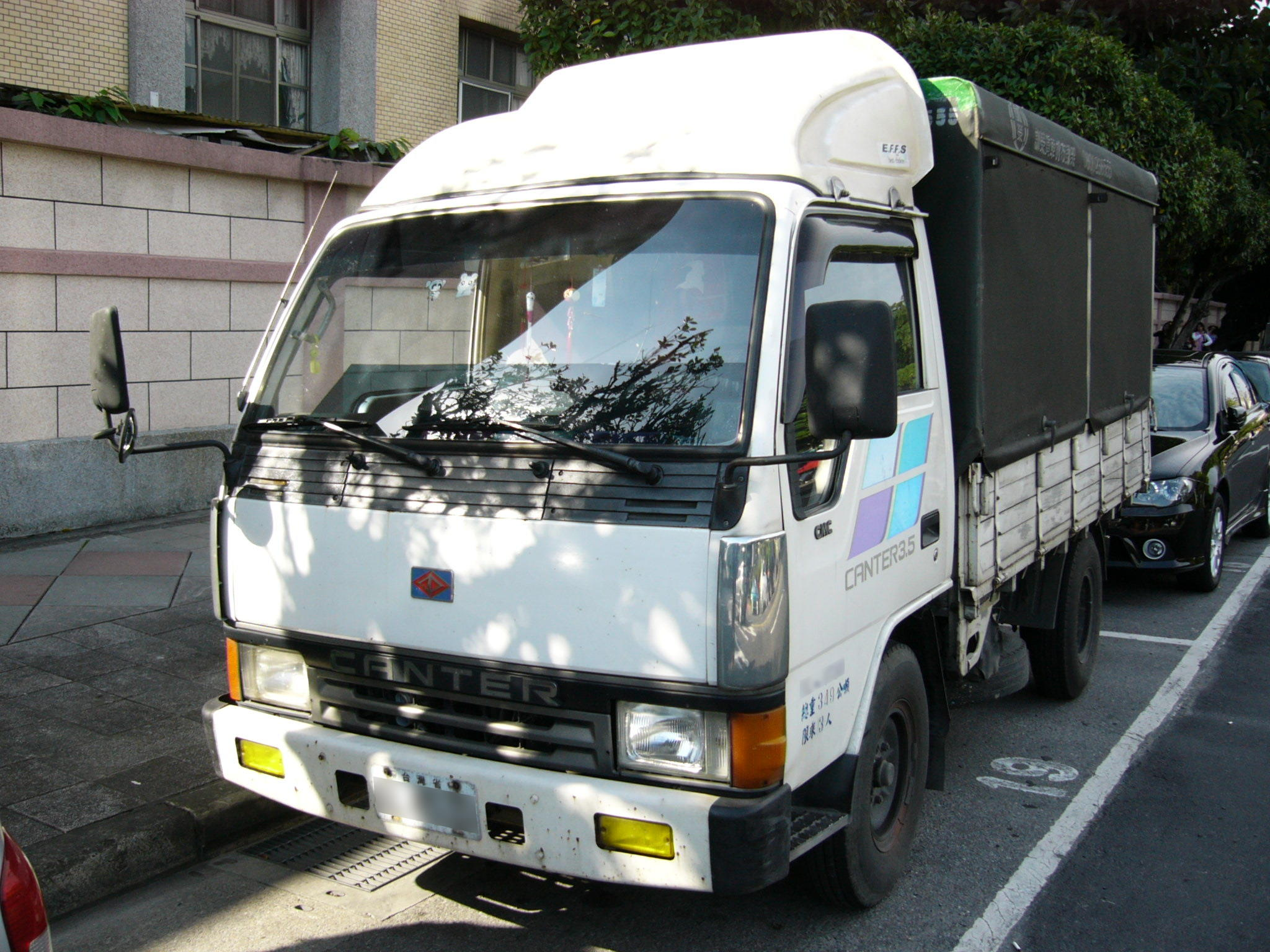
5代目キャンター後期型（台湾仕様）

## 6代目 FE5/6型（1993年 - 2002年）
1993年11月フルモデルチェンジ。一部車種の前照灯（ロービーム）をプロジェクタータイプに、ドアアウターハンドルを縦型フラップ式に変更（7代目は横型フラップ式に）、助手席側のウィンドーを、1992年にフルモデルチェンジした2代目ファイターで採用された同じデザインに変更。後の7代目もこのデザインを踏襲している。台湾などではこのモデルのシャーシを使用したマイクロバスが製造されている。また、フロントディスクブレーキ車は、このクラス唯一となる、曙ブレーキ工業製で同社が「ツインキャリパー式ディスクブレーキ」として特許を持つ、ツインキャリパータイプのベンチレーテッドディスクブレーキとなり、次の7代目モデルでも踏襲されている。CMには前期型ではマルシア、中期型では辺見えみりをそれぞれ起用、辺見起用当時のキャッチコピーは「えみりバディキャンター」。通称「NEWキャンター」。
1994年 モリタとの共同開発のポンプ消防車「MX-I」を発表。キャブとボディの一体感のあるデザインを採用し、通常のCD-I型ポンプ車に比べてキャブの居住性を拡大すると共にATを搭載。ボディにはオールシャッター方式を採用していた。
1995年4月 平成6年排出ガス規制適合。
1995年10月 ワイドキャブ4t積、標準キャブ3.5t積を追加。
1996年2月 LPG車を設定。
1997年6月 キャンターガッツにガソリンエンジン車を追加。エンジンは4G63を搭載。
1997年7月7日 キャンターベースの高規格救急車、ディアメディック登場（2002年廃止）。テールランプはデリカから流用。艤装は三菱自動車テクノサービス（後のふそうエンジニアリング、2006年解散）が実施。他にもキャンターベースの救急車は帝国繊維が艤装したオプティマ、札幌ボデー工業が艤装したトライハートが存在する。
1997年9月 CNG車を設定。
1997年10月マイナーチェンジ。衝撃吸収式ステアリングの採用と同時にクラス初であり4代目ローザと共通の直噴DOHC16バルブディーゼルエンジン (4M50) を一部に設定。キャンターガッツ4WDが超低速副変速機付きパートタイム式四輪駆動から副変速機が省かれたフルタイム式となる。
1999年5月マイナーチェンジ。平成10年排出ガス規制に適合し、フロントアッパーグリルとテールランプ周りが手直しされた。
2000年 GUTS系を除き運転席エアバッグ標準装備。

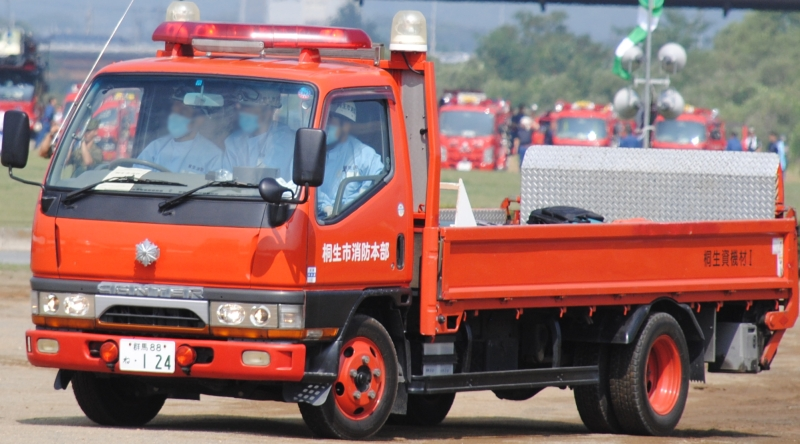
桐生市消防本部の資機材搬送車
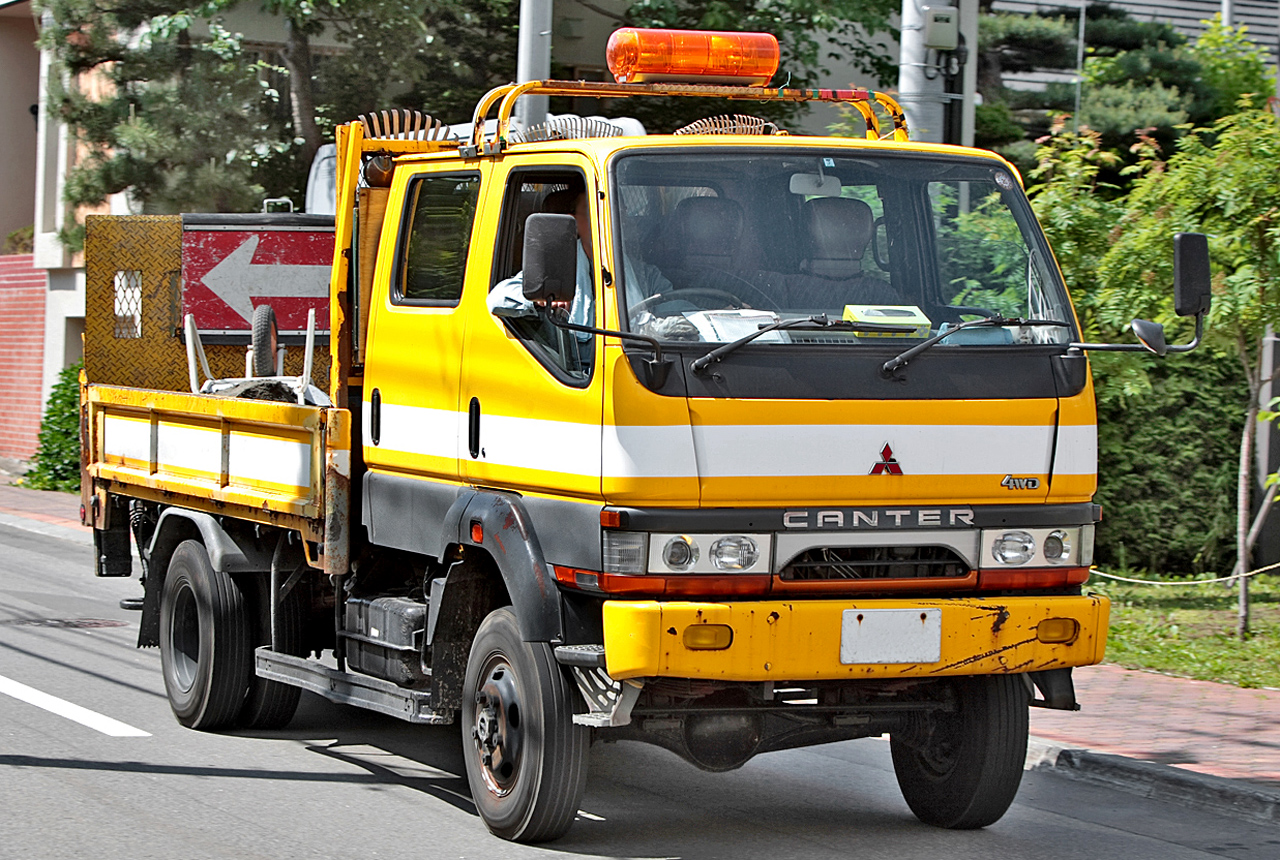
4WD・ダブルキャブ
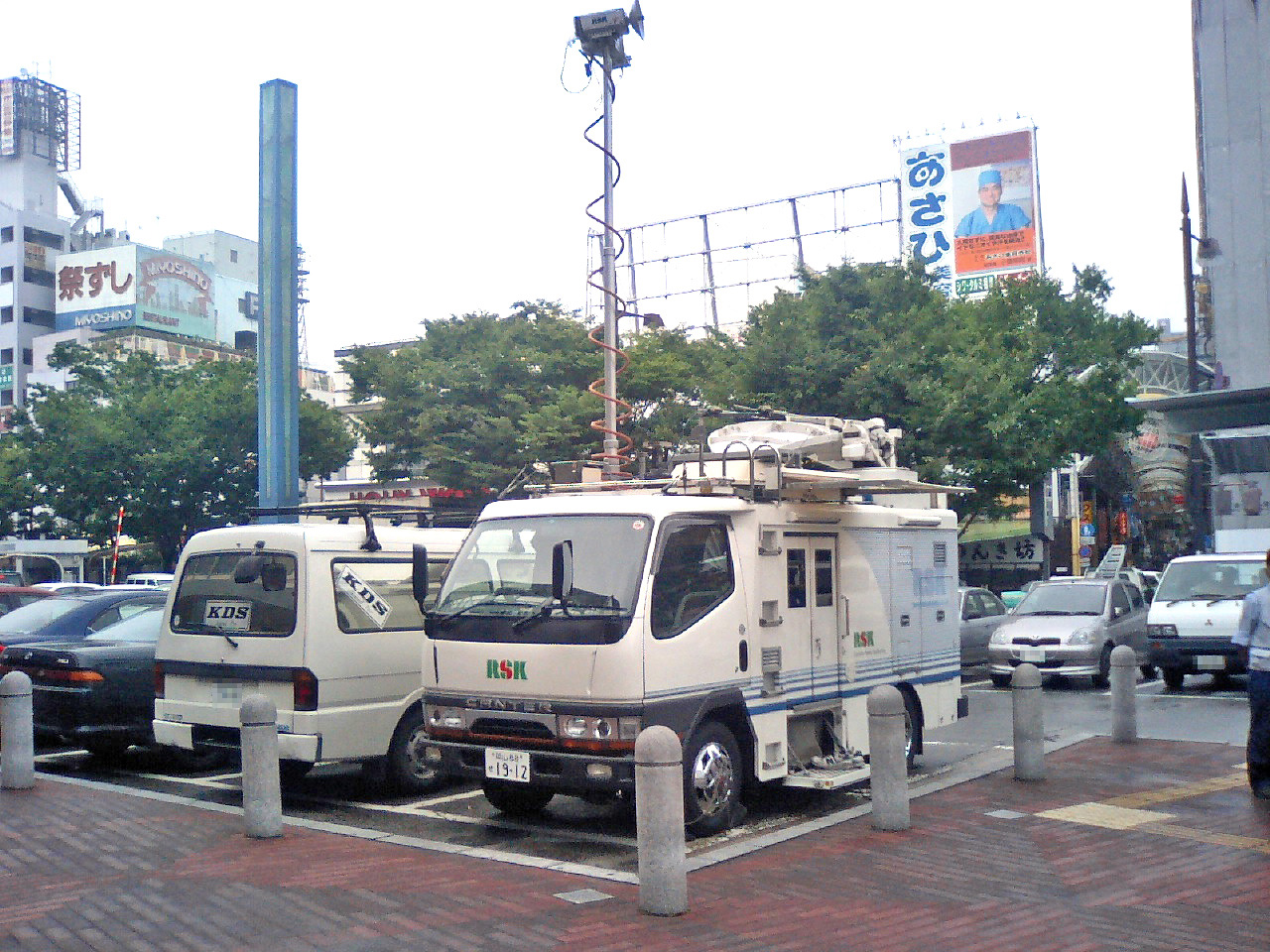
プロジェクターヘッドライト装着車（RSK山陽放送の移動中継車）
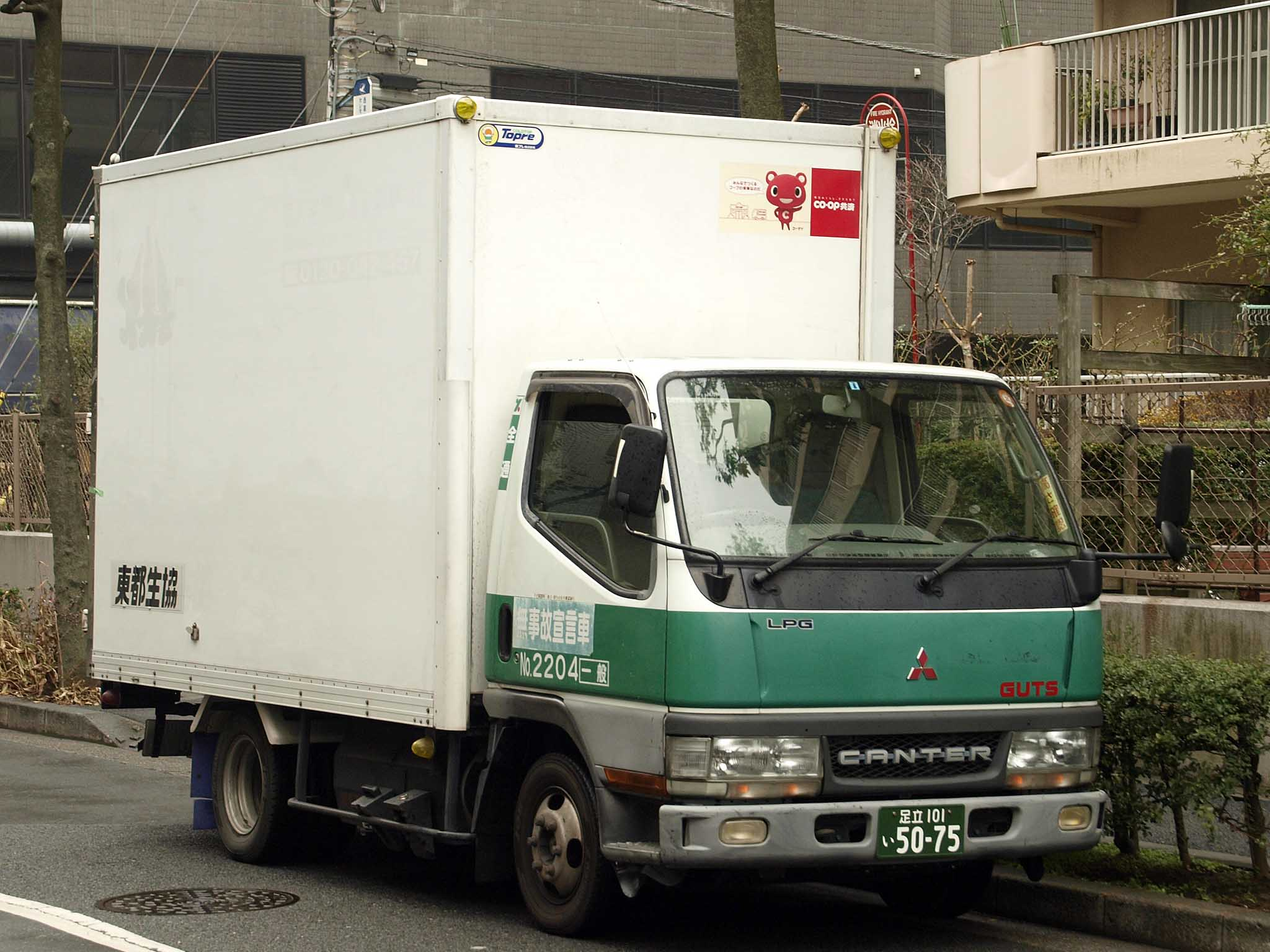
ガッツLPG車
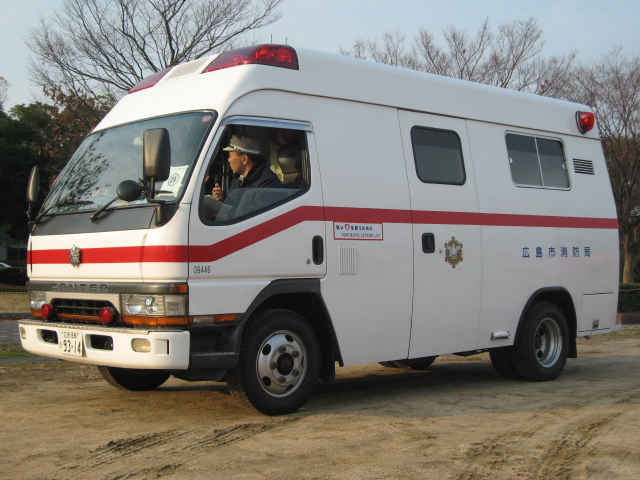
オプティマ（広島市消防局）
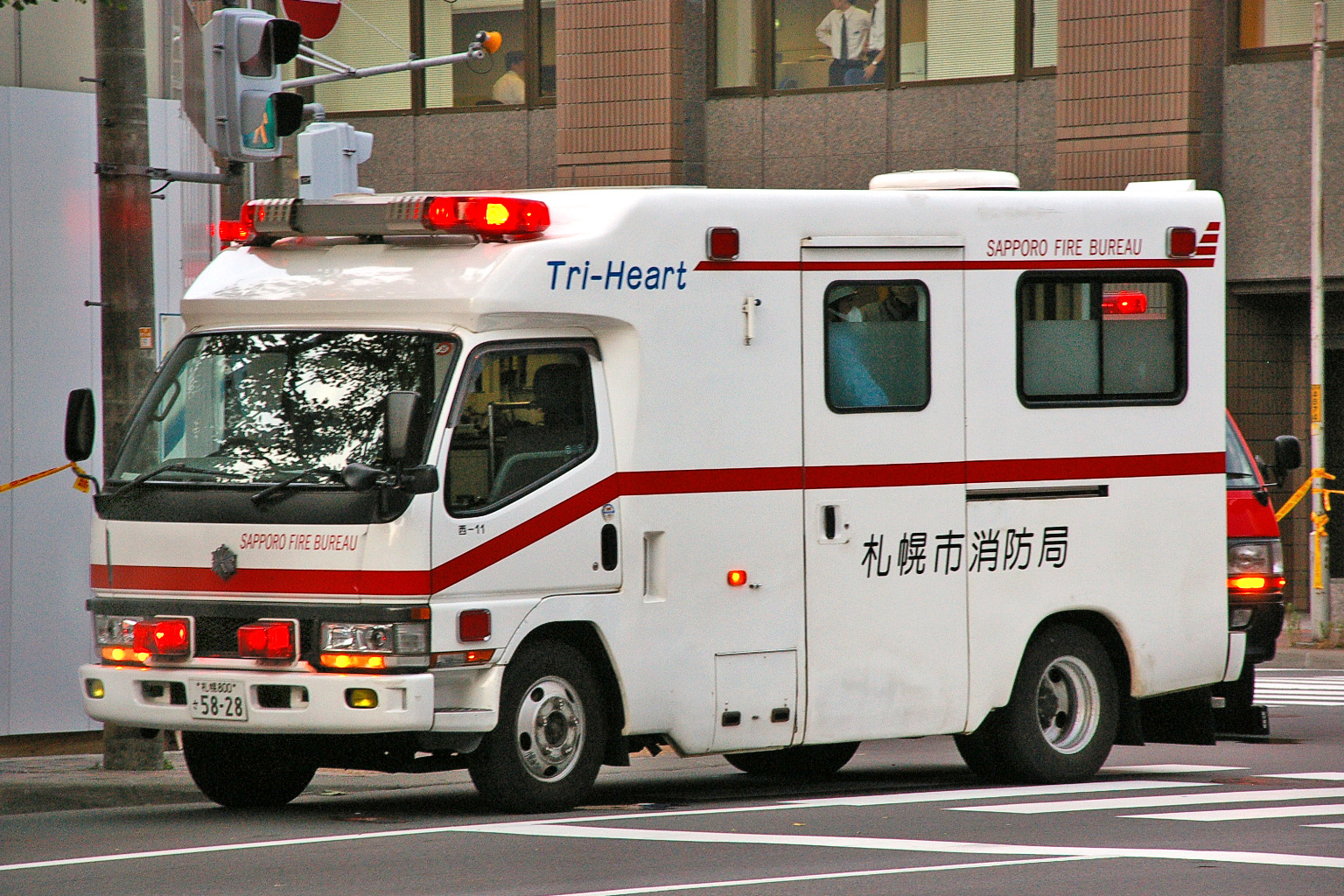
Tri-Heart（札幌市消防局）
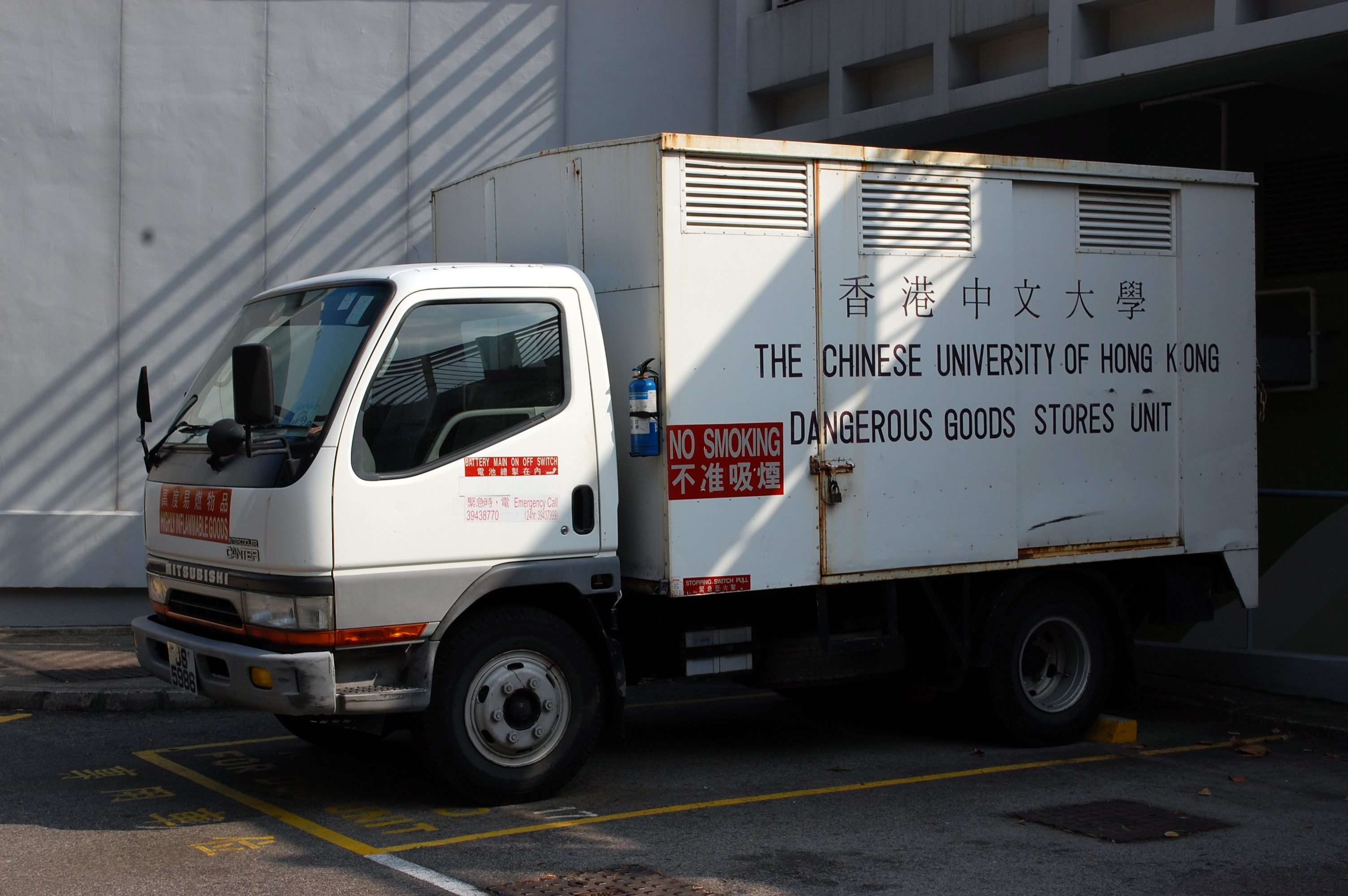
6代目キャンター前期型（香港中文大学）
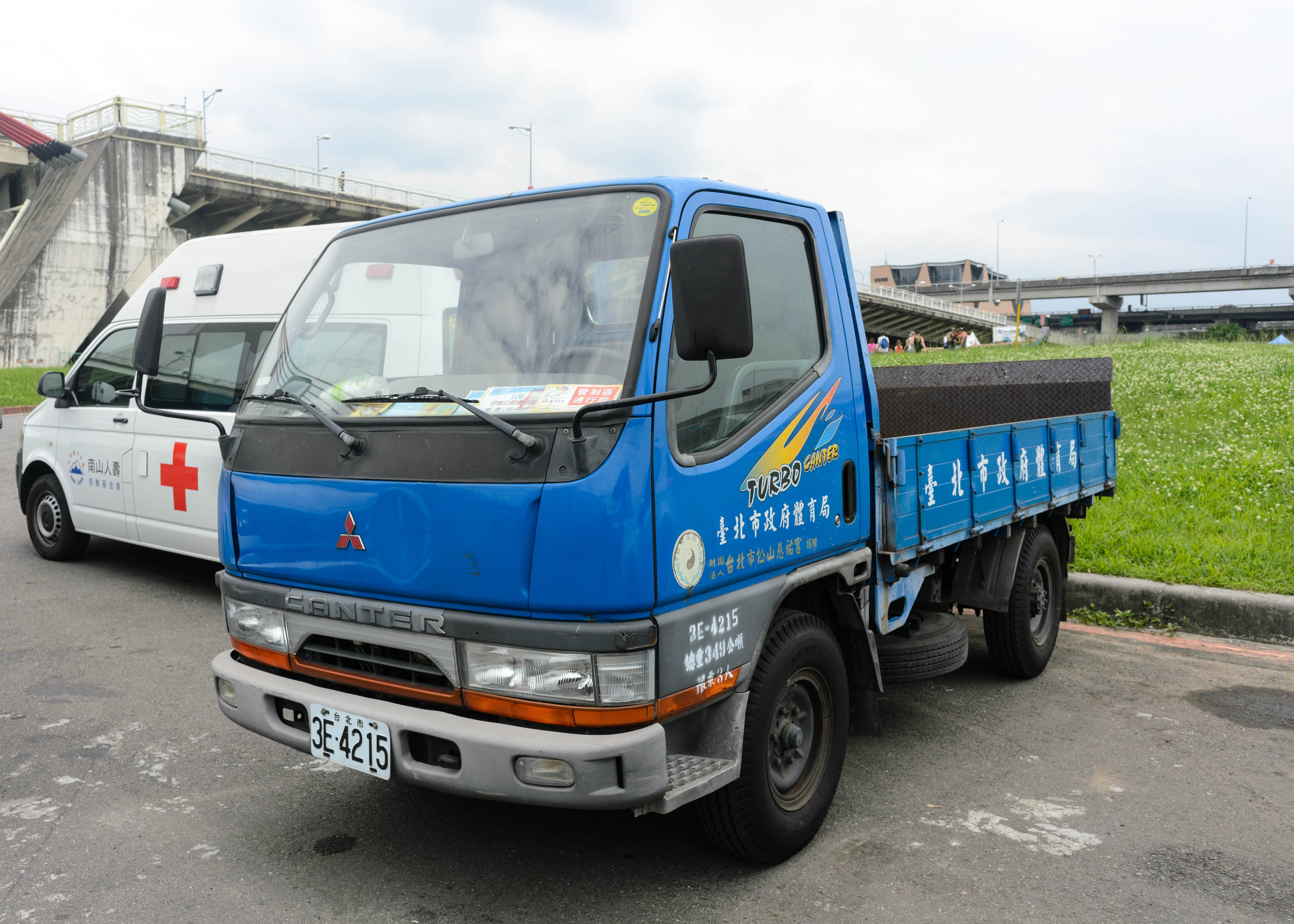
6代目キャンター前期型（台湾仕様）
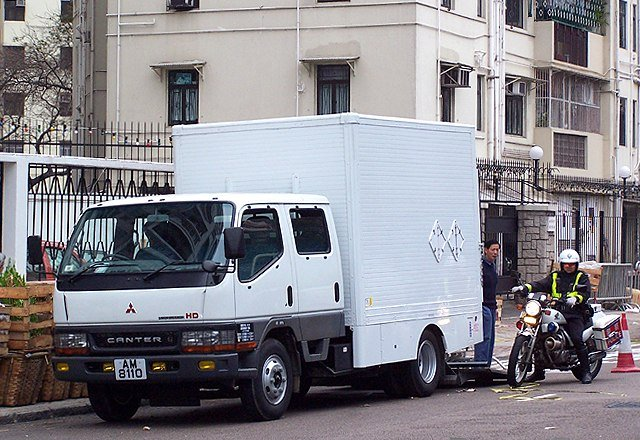
6代目キャンター後期型（香港警務処）
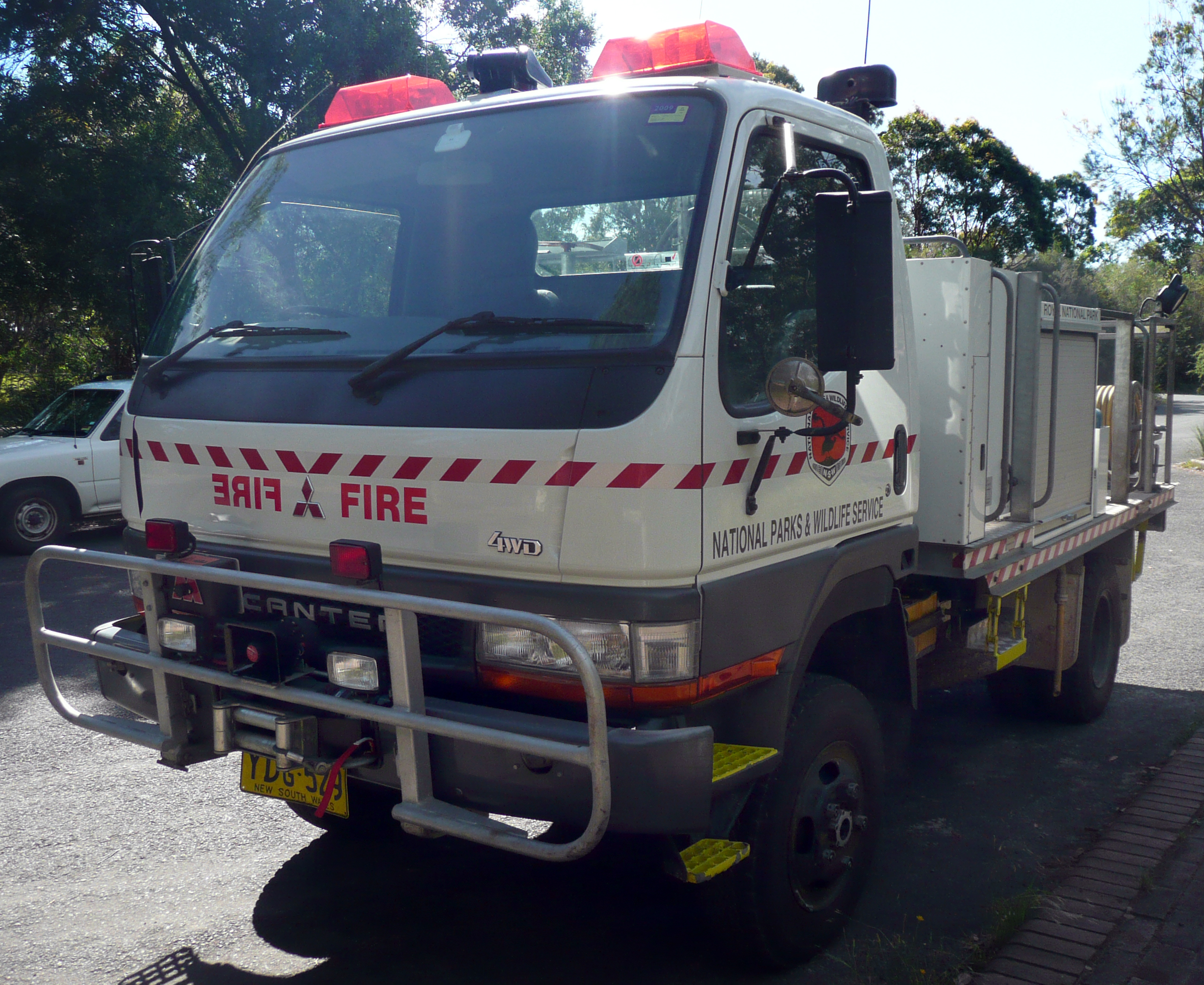
6代目キャンター後期型（豪州仕様）

## 7代目 FE7/8型（2002年 - 2011年）
2002年6月18日発表。2WDは同日発売、4WDは7月発売、LPG車・CNG車は11月発売。コンセプトは「GLOBAL FIT」（グローバル・フィット）。通称ジェネレーション・キャンター(略称 : ジェネキャン)。
ヘッドランプのデザインが大型のつり目状に変更され、キャブオーバートラック（小型、中型、大型も含む）においては世界で初めてインパネシフトを搭載した。
短期間しか放映されなかったが、CMキャラクターにはロック歌手の矢沢永吉が起用された。キャッチコピーは「だれの時代だ？ユーの時代だ」。
2003年1月6日に三菱自動車工業（株）から三菱ふそうトラック・バス（株）が分社し発足。同日から現在まで三菱ふそうトラック・バス（株）が製造・発売・販売（販売は2006年に国内連結対象販売会社が統合された地域のみ）を担当している。
2004年北米仕様（北米ではキャンターではなくFEシリーズとして発売されている）にトヨタ・ダイナなどと同じアイシン精機（現:アイシン）製6速ATが設定された。
2005年10月3日マイナーチェンジ。後部突入防止装置取り付け規制と灯火器の取り付け位置及び配光特性規制に適合に対応し、一部グレードに5速機械式AT、INOMAT-IIが設定された。
2006年7月5日パラレル式ディーゼルハイブリッドシステムを採用した「キャンターエコハイブリッド」を発売。日野・トヨタ (HIMR) 方式とは異なり、エンジンとモーターの間にクラッチを置くことで、モーターのみでの発進や走行を可能としているほか、回生率も向上した。また、他社に先駆けてのリチウムイオン電池（日立ビークルエナジー製）を採用した。エンジンは3.0Lの4M42型・DOHC16バルブ・コモンレール直噴ディーゼルターボエンジンを搭載し、変速機はアイシン精機（現:アイシン）製5速MTにボッシュ製変速ユニットを用いたINOMAT-IIが組み合わされる。通常の4.8Lエンジン搭載車に比べ、NOxで41%, PMで46%の低減、燃費は14%程度の向上をそれぞれ達成している。
2006年8月4日、新長期規制適合車を追加。環境性能をはじめ、同時にデザインも見直され、ふそうブランド以外では2000年に行われていた、三菱のシンボルマークであるスリーダイヤをクロームメッキ化、長年親しまれたフロントグリルとマッドフラップのCANTERの文字の変更（CANTER → FUSO）などの変更が行われた。なお、フロントグリルがFUSOになった代わりに、CANTERロゴはステッカーの形で左右のドアに貼り付けることとなった。なお、欧州仕様向けにフロントグリルの表記が「MITSUBISHI FUSO」となっている仕様も存在する。
2008年5月27日、 4M42（T3）型ディーゼルエンジンを搭載した、平成27年度重量車燃費基準適合車を追加。キャンターガッツ並びにガソリンガッツが廃止された。
2009年4月20日、マイナーチェンジ、全車種にイモビライザーを採用し、2012年7月1日から義務付けられる新しい灯火器規制（ハイブリッド車に対する高電圧からの乗員保護に関する保安基準）に適合させるために、サイドターンランプの形状を変更した。エコハイブリッドについては、エンジン出力・燃費性能を向上させるとともに、機種展開を大幅に拡大し、新普通免許対応車や長尺車を新たに設定した。また、キャンターガッツの販売を再開した。
2010年1月7日、平成27年度重量車燃費基準適合車の設定を大幅拡大し、総重量5トン超車（中型免許対応車）にも適合車種が設定された。 また、当該車種に搭載される4M42（T3）型ディーゼルエンジンは、平成17年（新長期）排出ガス規制と同規制基準でのNOx&PM10%低減を達成し、エコカー優遇税制と低燃費トラック補助金制度対象車とした。
2010年8月5日、エコハイブリッドのみマイナーチェンジ。ハイブリッド制御プログラムの最適化により、2.0t積車で国内最高の燃費性能を実現、3.0t積車についても燃費性能をより一層高めた。同時にそれぞれのCO2排出量も大幅に減らした。
2011年12月、エコハイブリッド販売終了。
2022年3月24日、インドネシア仕様車『コルトディーゼル』の車名を、他国仕様車同様『キャンター』へ変更。

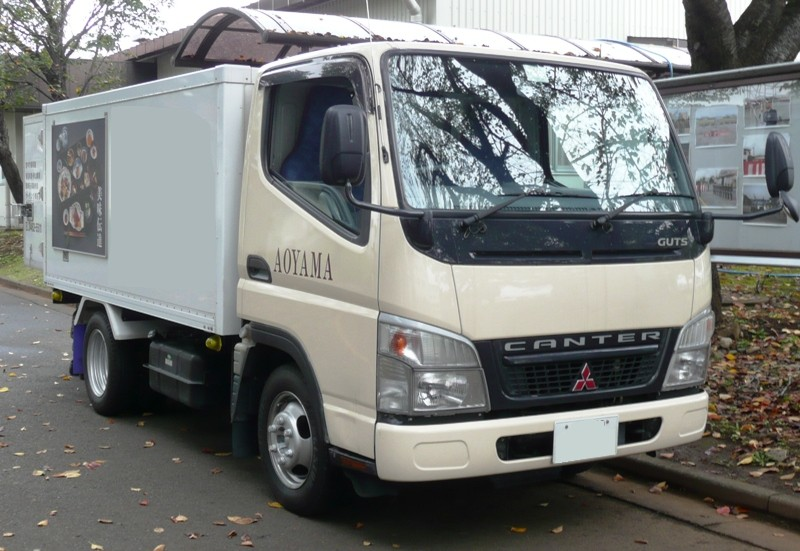
キャンターガッツ
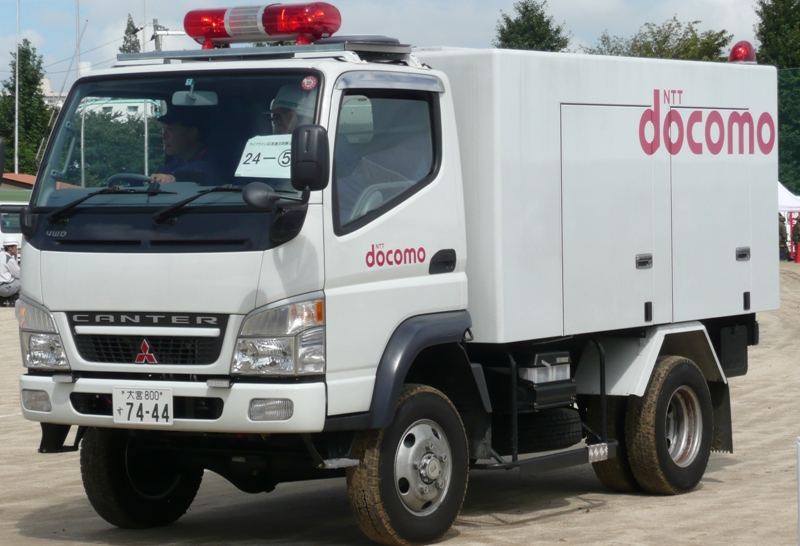
4WD（NTTドコモ災害時用電源車）
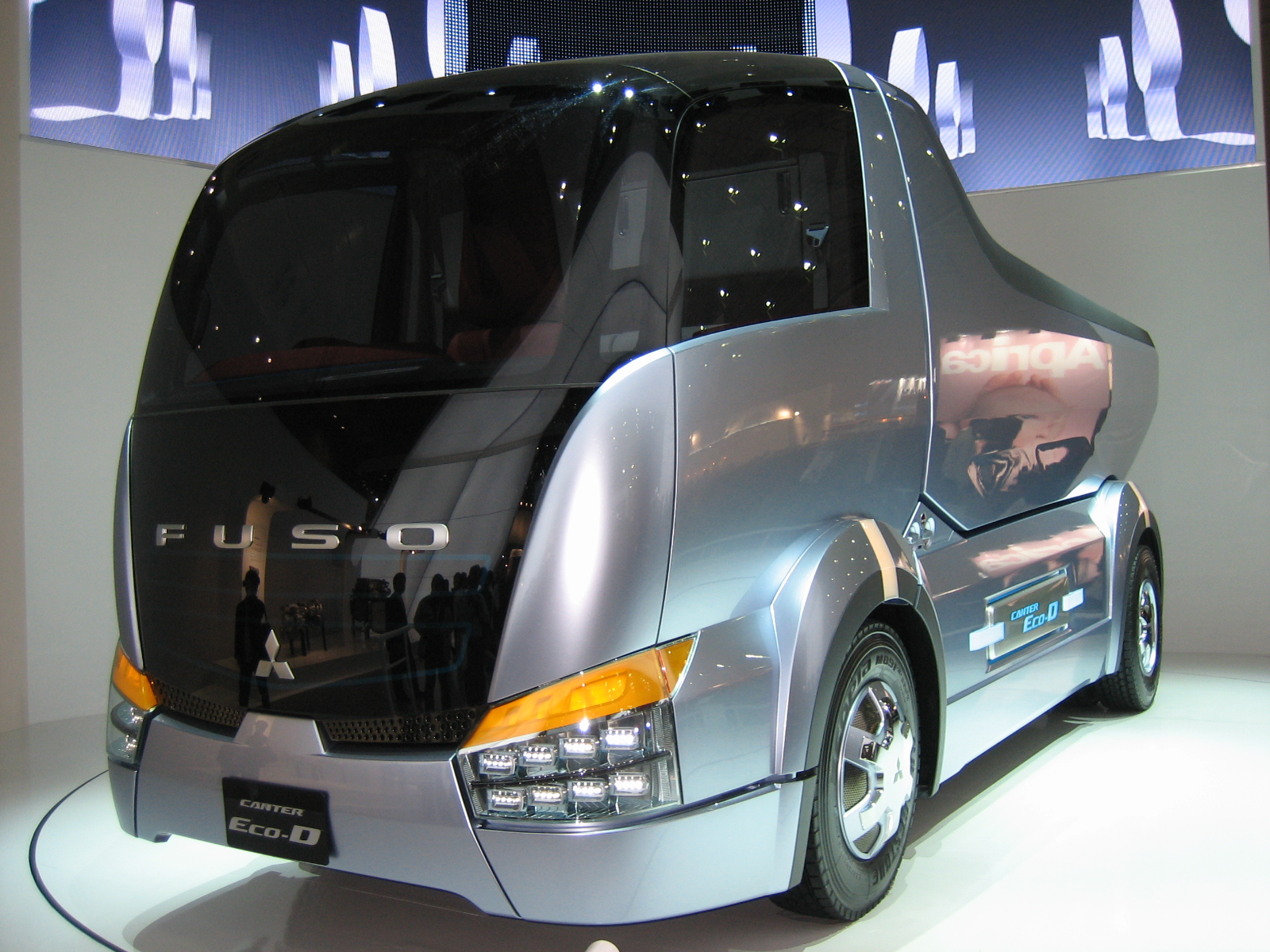
キャンター Eco-D 第40回東京モーターショー 出品車
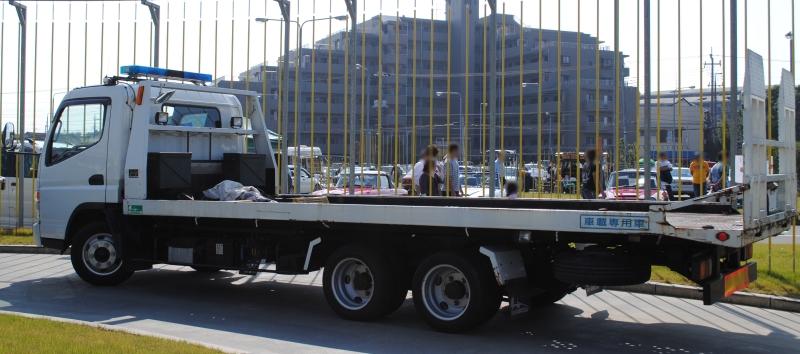
3軸車（車載専用車）
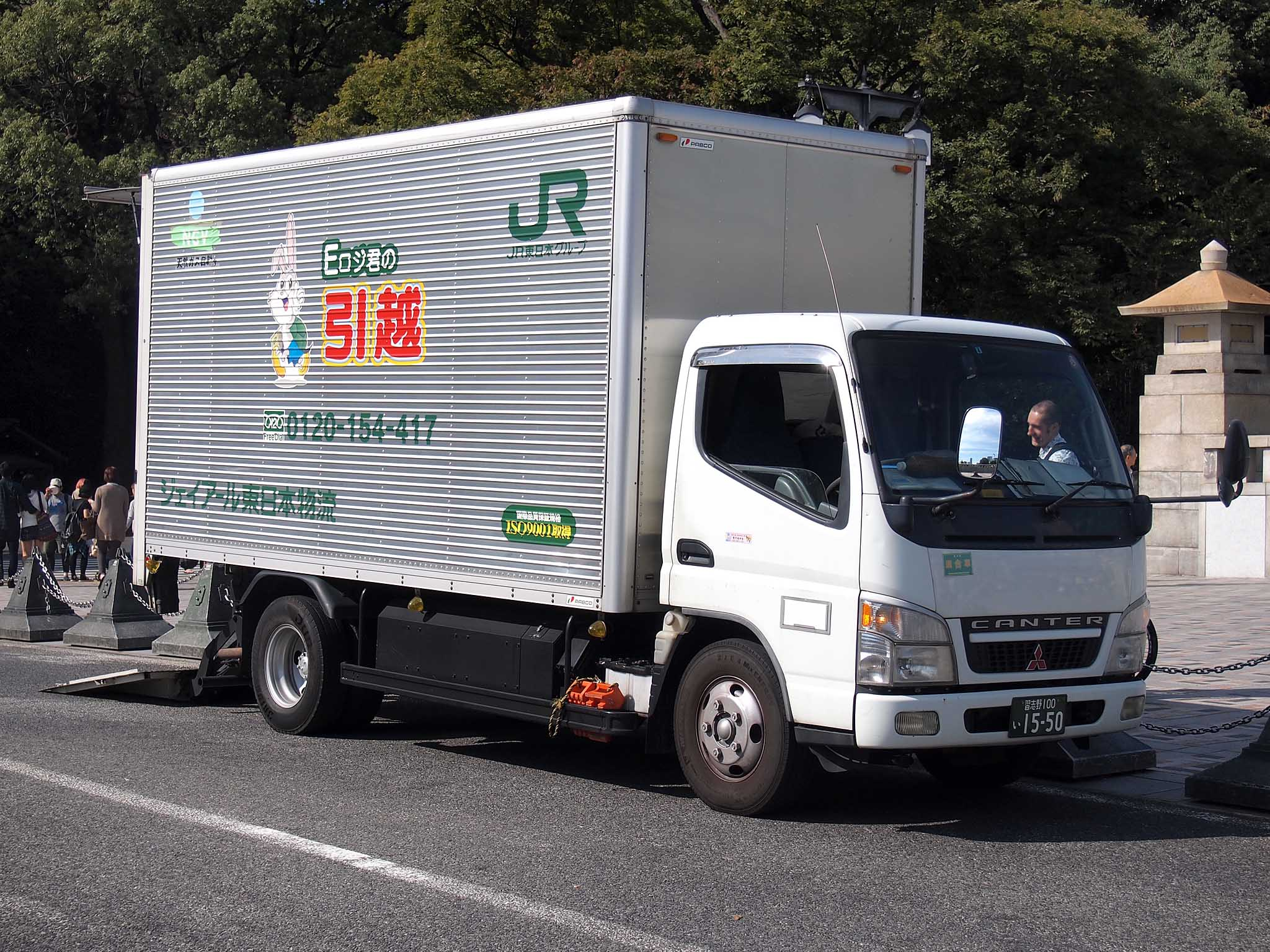
CNG車（ジェイアール東日本物流）
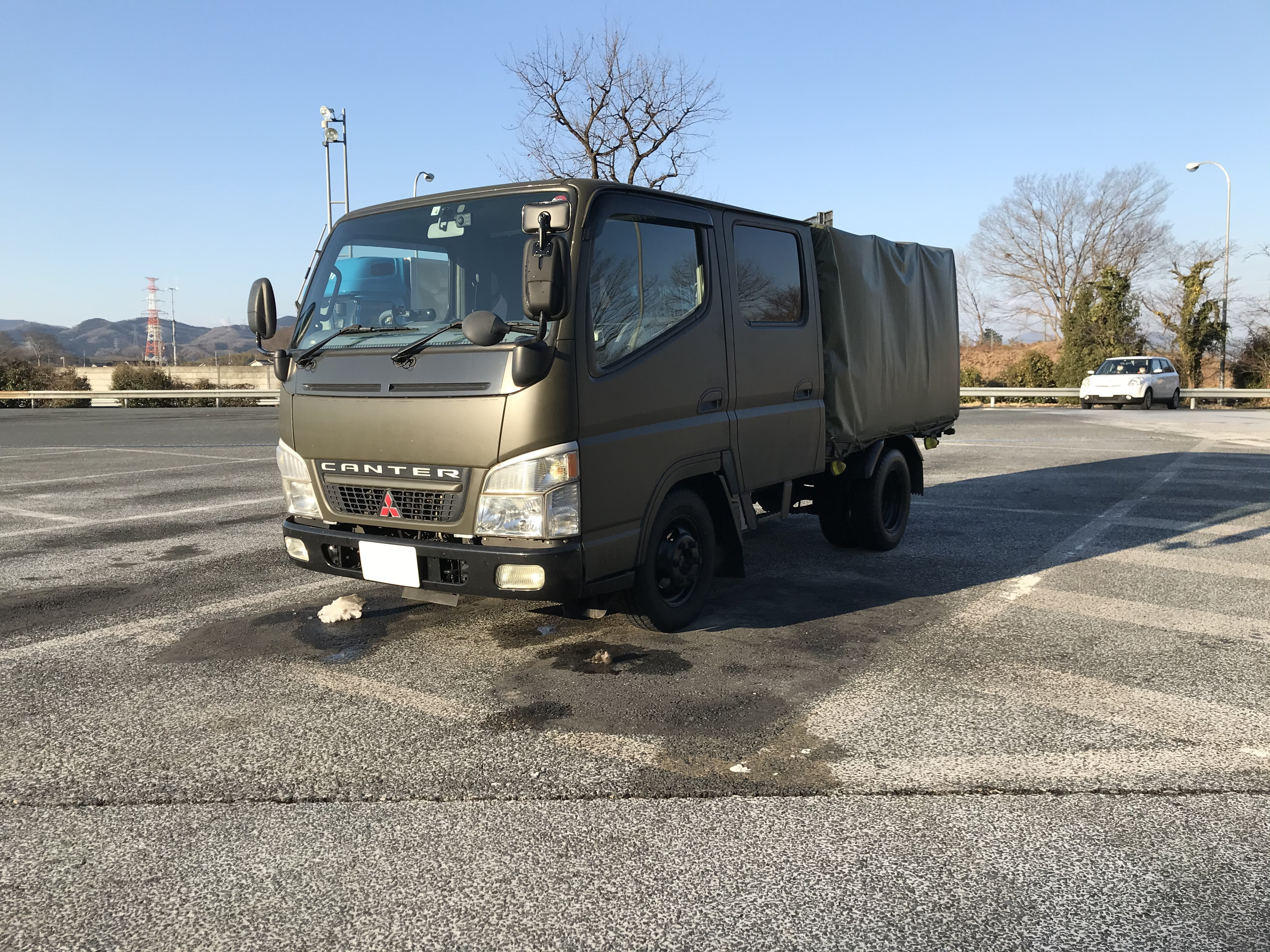
キャンターガッツ　ダブルキャブ
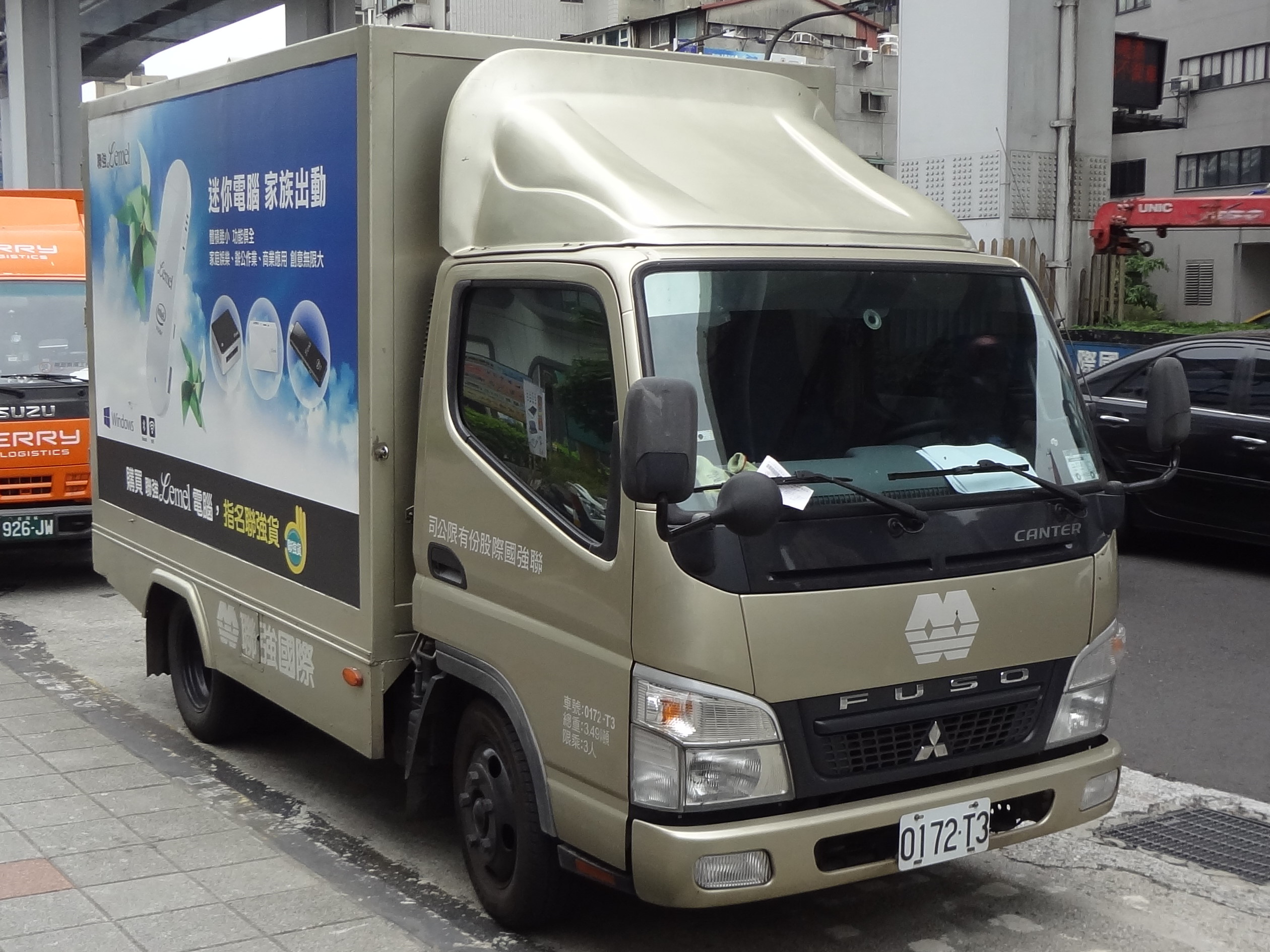
7代目キャンター（台湾仕様）
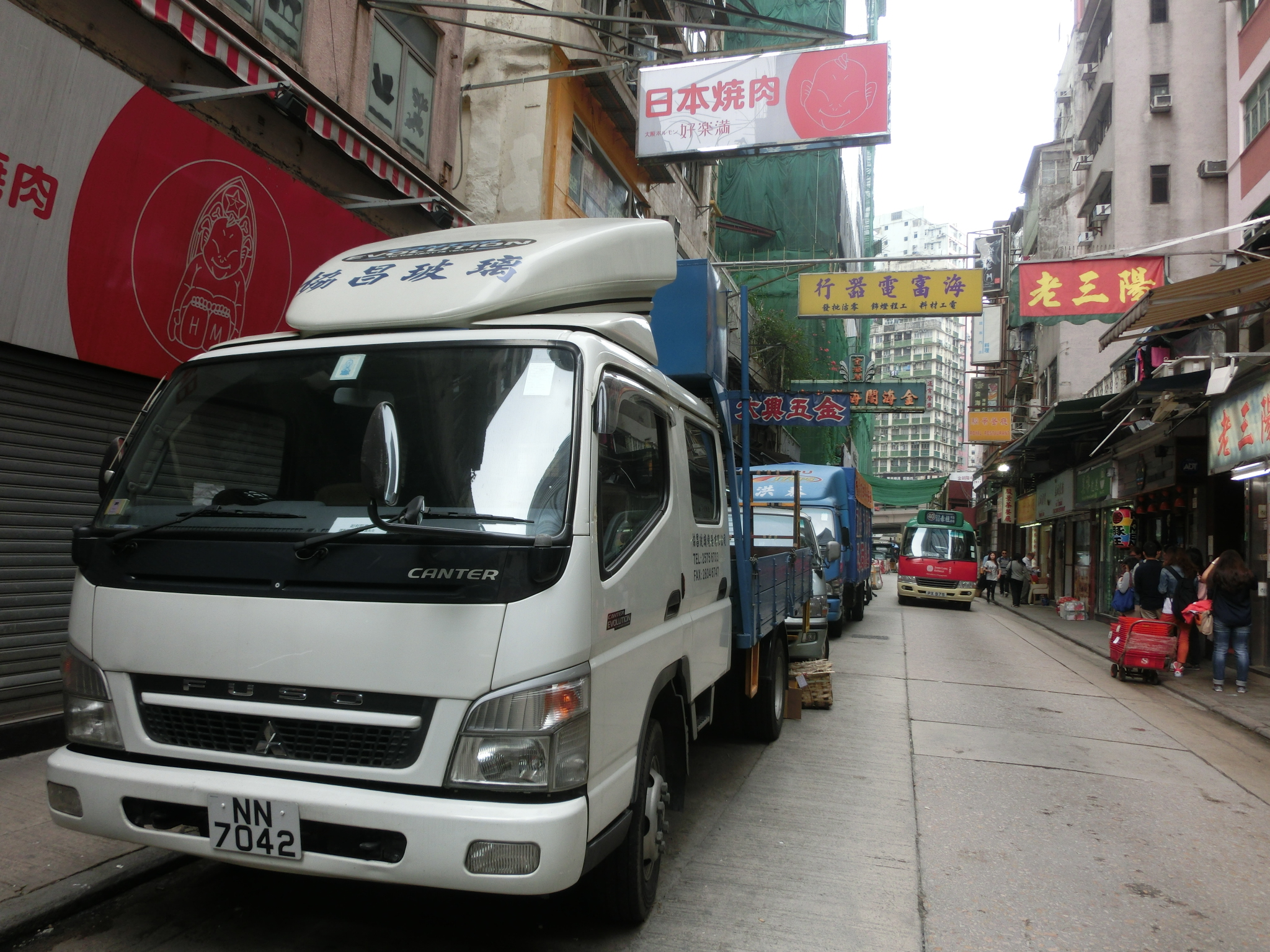
7代目キャンター ワイドキャブ（キャンターエボリューション・香港仕様）
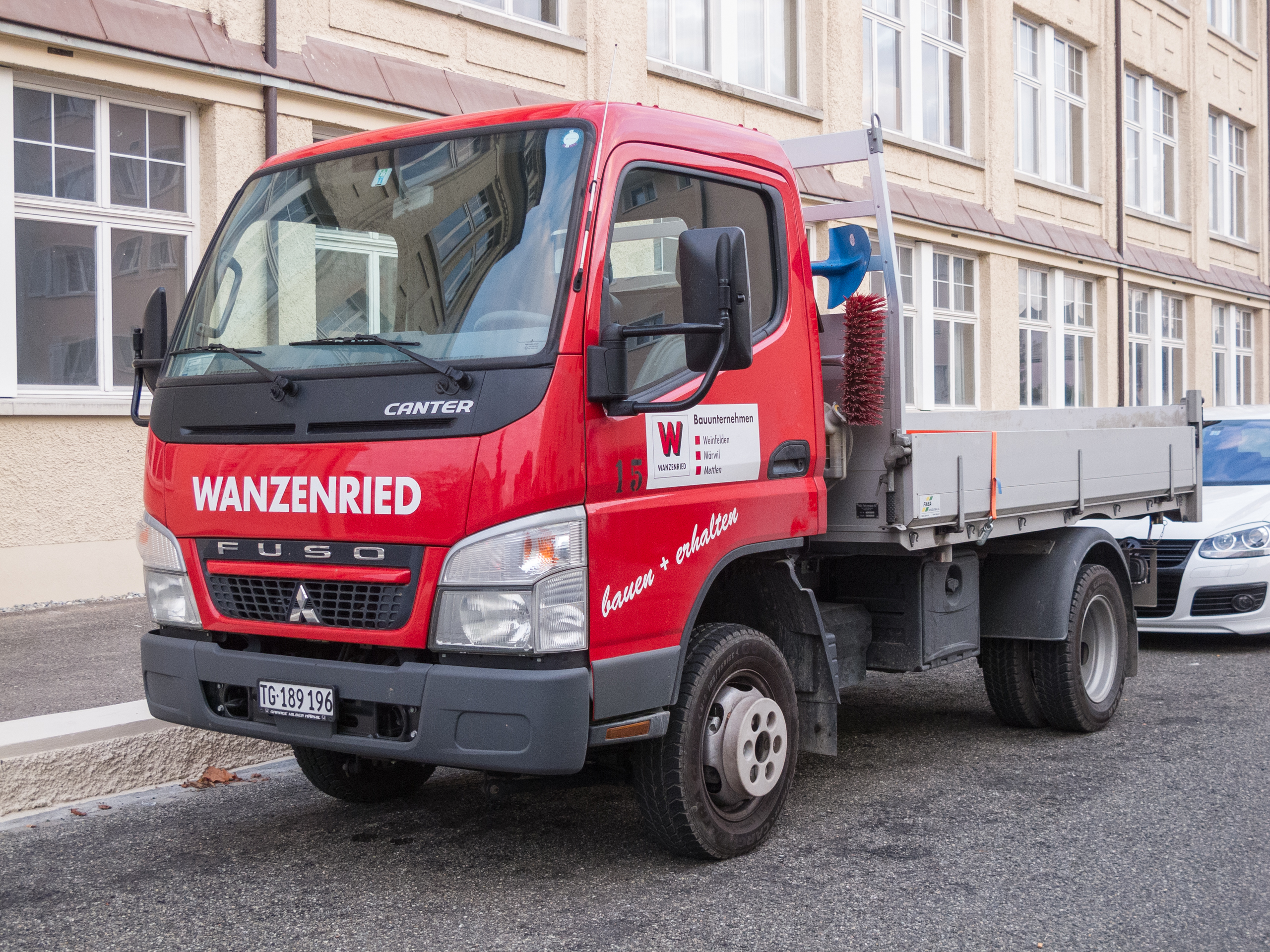
7代目キャンター（欧州仕様）

## 8代目 FBA/FEA/B/C系（2010年 - ）
2010年11月11日発表。ポスト新長期排気ガス規制と平成27年重量車燃費基準に適合。コンセプトは「タフ&ソリッド」。通称ブルーテックキャンター。
- トランスミッションは小型トラックとして世界初の採用となる6速DCTのDUONIC（デュオニック）と5速MTが採用され、7代目モデルで採用されていた6速MT・4速AT・5速INOMAT-IIが廃止された。
- 搭載されるユニットはフィアットグループのFPT社とダイムラー(現:メルセデス・ベンツ・グループならびダイムラー・トラック)、そして三菱ふそうが共同開発した2,998cc直列4気筒・DOHC16バルブ・直噴コモンレールインタークーラーディーゼルターボエンジンの4P10系で、最高出力・最大トルクが異なる4種類のエンジンが導入された（1.5トンクラス用：4P10（T1）型 81kW（110PS）、2トンクラス用：4P10（T2）型 96kW（130PS）、2 - 4トンクラス用：4P10（T4）型 110kW（150PS）、3.5トンクラス以上用：4P10（T6）型 129kW（175PS））。これらのエンジンには、再生制御式DPFと、小型トラッククラス初の尿素SCRシステムであるBlueTec（ブルーテック）システムが採用されている。
- ブレーキは全車種に、ハイパフォーマンスカー（乗用車）への装着で有名なブレンボ社製総輪ディスクブレーキを採用[注釈 4]、アクセルペダルを踏んだままブレーキペダルを踏んだ際、ブレーキ側を優先させるブレーキオーバーライドを搭載した。なお、6代目・7代目とフロント・ディスクブレーキとして採用されていたツインキャリパータイプのベンチレーテッド・ディスクブレーキは、当代ではコストダウンなどの理由で一般的なシングルキャリパータイプのベンチレーテッド・ディスクブレーキとなった。
- キャブは7代目のものをキャリーオーバーし、内外装デザインを変更した。
- テールランプやヘッドランプを含むシャシー・キャビン内電装系が全車12Vに統一された。特装車向けに24Vを供給する為、補助バッテリーと昇圧器が装備されている仕様が多い。
- グレードは従来のSA・DX・CUSTOMの3グレード構成から、スタンダード（標準グレード、従来のDXに相当）とCUSTOM（オプション設定）の2グレード構成に。フォグランプは全車種オプション装備となった。
- エコハイブリッドに関しては先述の通り7代目モデルを2011年12月まで継続販売した。
- 5代目以降1.5トンクラス車の愛称として使用されていたキャンターガッツが当代では一旦消滅し、キャンターに統一された。
- 2トン積標準デッキ高床シングルタイヤ車を廃止。
- 2010年度グッドデザイン賞を受賞した。

2011年6月14日、7代目生産終了以来設定されていなかった4WDを設定。標準キャブ車全車にトルク不等配分センターデフ＋ビスカスLSD式を採用した全低床フルタイム4WDを、ワイドキャブ車全車にマニュアル式フリーホイールハブを採用したパートタイム4WDをそれぞれ設定した。また、ワイドキャブ車に超ロングボディー車が新設定された。
2012年5月18日、エコハイブリッドがフルモデルチェンジ。
- ハイブリッドシステムは先代と同じパラレル式ディーゼルハイブリッドシステムであるが、変速機が5速INOMAT-IIから6速DUONICに変更され、超薄型ハイブリッドモーターをDUONICに内蔵した、世界初の「ハイブリッド用モーター内蔵デュアルクラッチ式トランスミッション」を搭載した。また、リチウムイオン電池もエネルギー効率の高い、高性能のラミネートタイプのリチウムイオン電池を新たに採用した。
- エンジンは3.0Lの4P10（T2）・DOHC16バルブ・直噴コモンレールインタークーラーディーゼルターボエンジンを搭載し、再生制御式DPFとBlueTecシステムを組み合わせることで、ポスト新長期排出ガス規制と低排出ガス認定車（NOx、PM10%低減レベル）および九都県市指定低公害車で平成21年「超」も取得している。また、全車で平成27年度重量車燃費基準を20%以上オーバー達成することで、クラストップの低燃費を実現し、2012年度からの「エコカー減税」では自動車重量税と取得税が免税となった。

2012年11月8日、日産自動車との間で小型トラックの相互OEM供給を受けることに合意したことで、三菱ふそうトラック・バス株式会社は日産自動車株式会社に「NT450アトラス」（日産社内型式：H44）として当代のキャンターを、日産自動車株式会社は三菱ふそうトラック・バス株式会社に「アトラスF24」を新型「キャンターガッツ」として相互OEM供給することが発表された。なお、OEMは歴代を通じて初であり、「キャンターガッツ」は2年ぶりの復活となる。
2012年11月14日、エコハイブリッドに搭載された「ハイブリッド用モーター内蔵デュアルクラッチ式トランスミッション」が、「2013年次RJCカー・オブ・ザ・イヤー特別賞」を商用車で初めて受賞。
2013年1月25日、エコハイブリッドがアイルランドの「Irish Green Commercial of the Year 2013」を受賞。
2013年2月5日、エコハイブリッドが「第3回かながわ地球温暖化対策大賞」を受賞。
2013年2月7日、エコハイブリッドをオーストラリアで発表。
2013年4月19日、エコハイブリッドがアイルランドの「Best Energy Efficient Product Award」（最優秀エネルギー効率化製品賞）を受賞。
2014年9月11日、日産自動車に引き続きUDトラックスに対し当代のキャンターをカゼット（コンドル2トン系の後継）として供給、発売開始。初号車のラインオフの際には記念式典も開催された。
2014年11月27日、ワイドキャブ超ロング車型をベースに新車型「キャンターEX」を発表、発売。
- キャビンと荷台の拡幅により、小型トラックベースで中型トラックの積載容積を実現したもの。
- キャビンのドアとリアピラーに膨らみを持たせて125mm拡幅。最大積載量4.45t、荷台幅は最大2,320mmの架装が可能。
- エンジンや足回りはベースのキャンターと同じで、機動性、経済性は小型トラック並み、とする。
- UDトラックスに対しては2015年1月から供給開始[18]。
- 日産自動車に対しては供給されない。

2015年4月21日、4トン積載ダンプを発売。専用フレームを採用し荷台を堅牢にしながら、積載量4トンを確保した、ダンプ専用シャシを採用。
2016年3月8日、キャンター2016年モデルを発表。2016年モデルは、すでに省燃費性能に定評のある4P10型エンジンをさらに磨き上げ燃費効率を向上。最大積載量3t以下のISS（アイドリングストップ&スタート）付き仕様全車で、平成27年度重量車燃費基準+10%を達成した。その他車両も全車で平成27年度重量車燃費基準+5%を達成した。
2016年4月26日、キャンター2016年モデルを発売。スタイリッシュで機能的なインテリアを採用し、室内収納スペースを拡大し居住性を向上。新たに、ヒルスタートアシスト機能が付いたDUONIC2.0搭載。
2017年6月29日、キャンター2017年モデルを発売。7.5t超車は、4P10（T6）改良型エンジンを搭載、平成28年排出ガス規制に適合し、2PG- 2RG- に移行された。また、キャンターEXに従来のK尺車（4,750mm）の他にホイールベース違いの2機種（G尺：3,850mm、H尺：4,300mm）を追加設定。また、ダッシュボード中央部に設置された白線認識カメラ（単眼カメラ）により、車両が車線を逸脱した場合、ドライバーにブザーとメータークラスター内のIvis（マルチ情報システム）で注意を喚起する「車線逸脱警報装置」を一部を除く全車種に標準装備とした。
2017年9月15日、世界初の量産電気小型トラック「eCanter（イーキャンター）」発表。川崎工場とポルトガルで生産され、日本、アメリカ、欧州で販売される。
2018年8月21日、キャンター2018.5年モデルを発売。フロントバンパー中央部に設置されたミリ波レーダーにより、前方の走行車両または停止車両、歩行者を検知し、警報&自動ブレーキで衝突回避や衝突時の被害軽減を支援する「衝突被害軽減ブレーキ」と、「車両安定性制御装置」を標準装備し、既に標準装備の「車線逸脱警報装置」と共に安全性を高めた。また、バッテリー電圧24Vを標準化した（1.5t車除く）。
2019年5月10日、キャンター2019年モデルを発売。2018.5年モデルに装備された衝突被害軽減ブレーキ、車両安定性制御装置、車両逸脱警報装置を含む安全技術をGVW7.5t超クラスにも拡大展開。GVW7.5t超クラスでJ-OBDOII(車載式故障診断装置)規格に対応、電気式のブレーキ磨耗インジケーターとBluetoothオーディオを一部仕様を除いて全車に導入、電動パーキングブレーキをオプション設定した。
2020年8月20日、EVモデル「eCanter」にも2019年モデル同様の先進安全装置を標準搭載するなど一部改良を発表。
2021年1月、日産自動車へ行っていた「NT450アトラス」のOEM供給終了。
2022年12月、ダイムラートラックと販売代理店ジュファリ・コマーシャル・ビークルズの合弁会社NAIが運営するサウジアラビア・ジェッダ工場でノックダウン生産を開始。

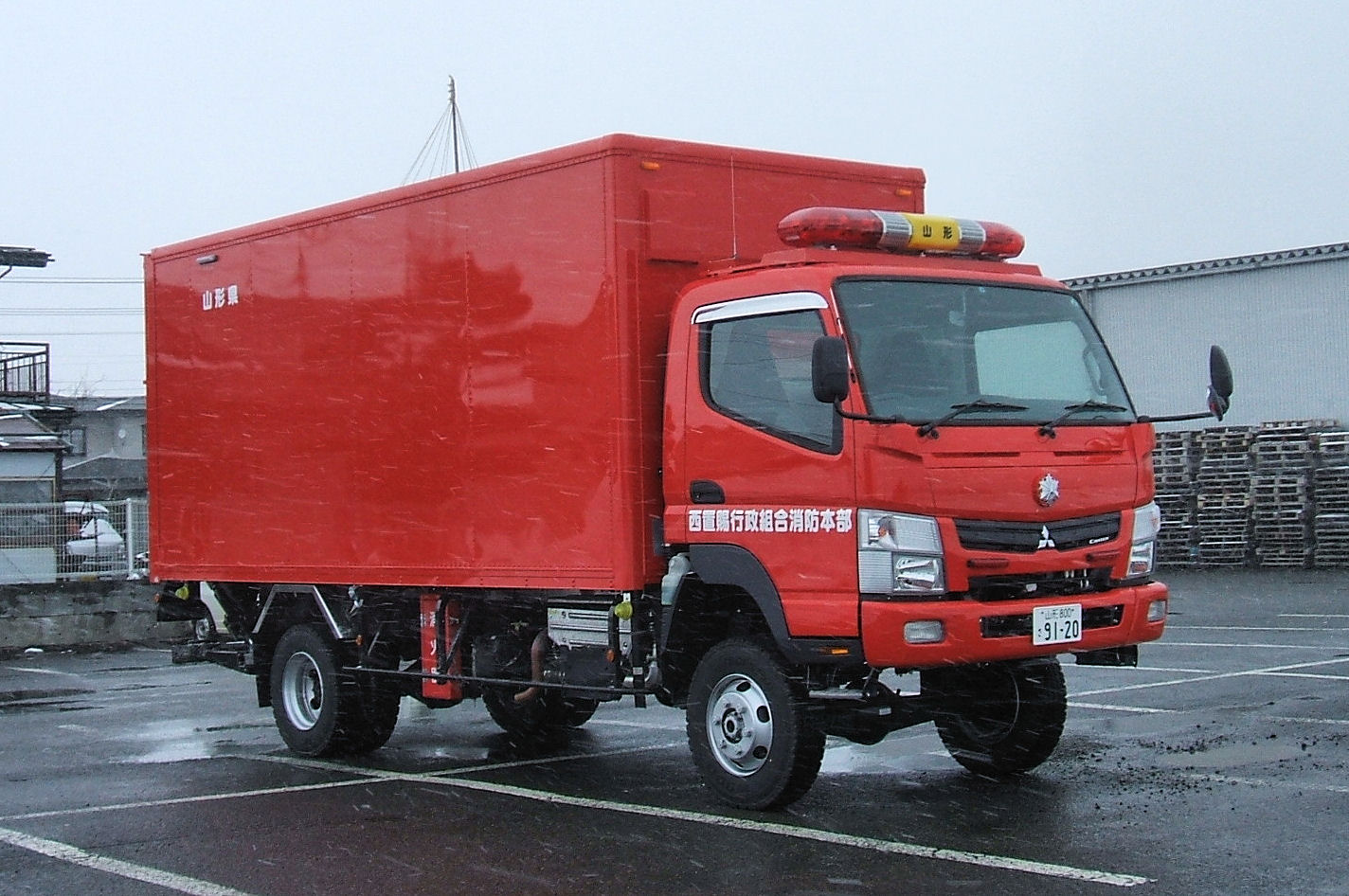
キャンター4WD 西置賜行政組合消防本部
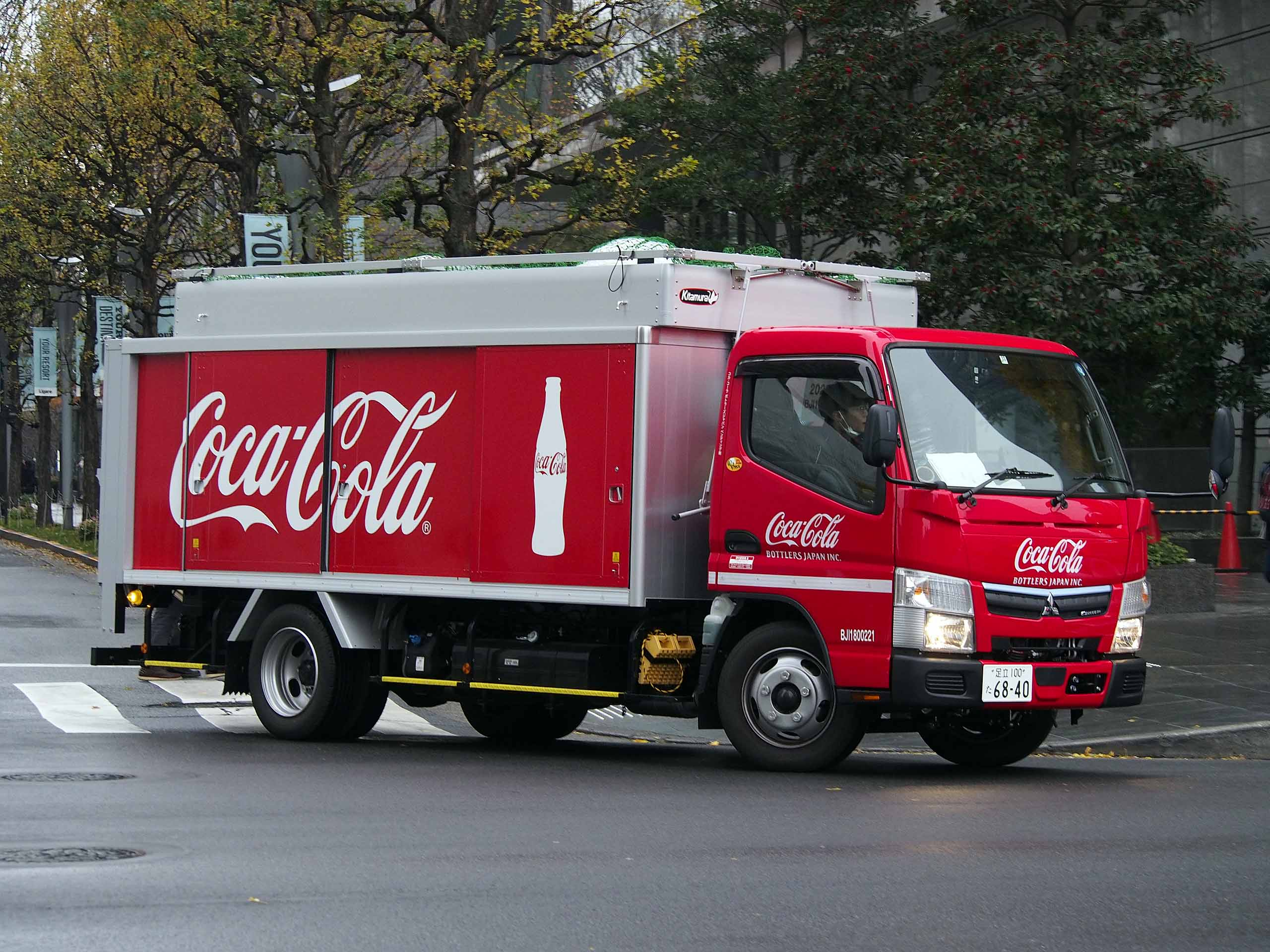
キャンター2018.5年モデル コカ・コーラボトラーズ ジャパンベンディング
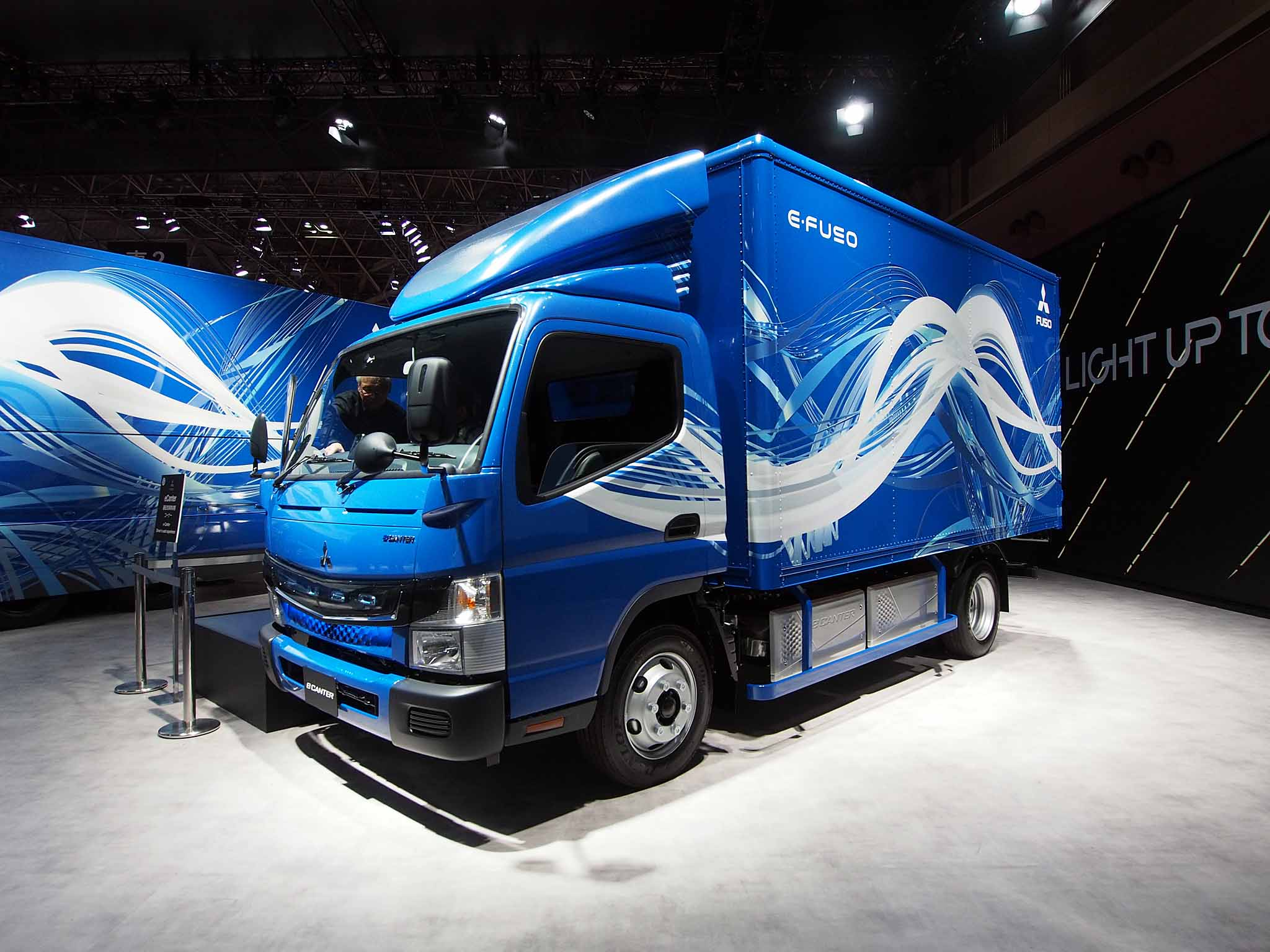
eCanter 東京モーターショー2017展示車
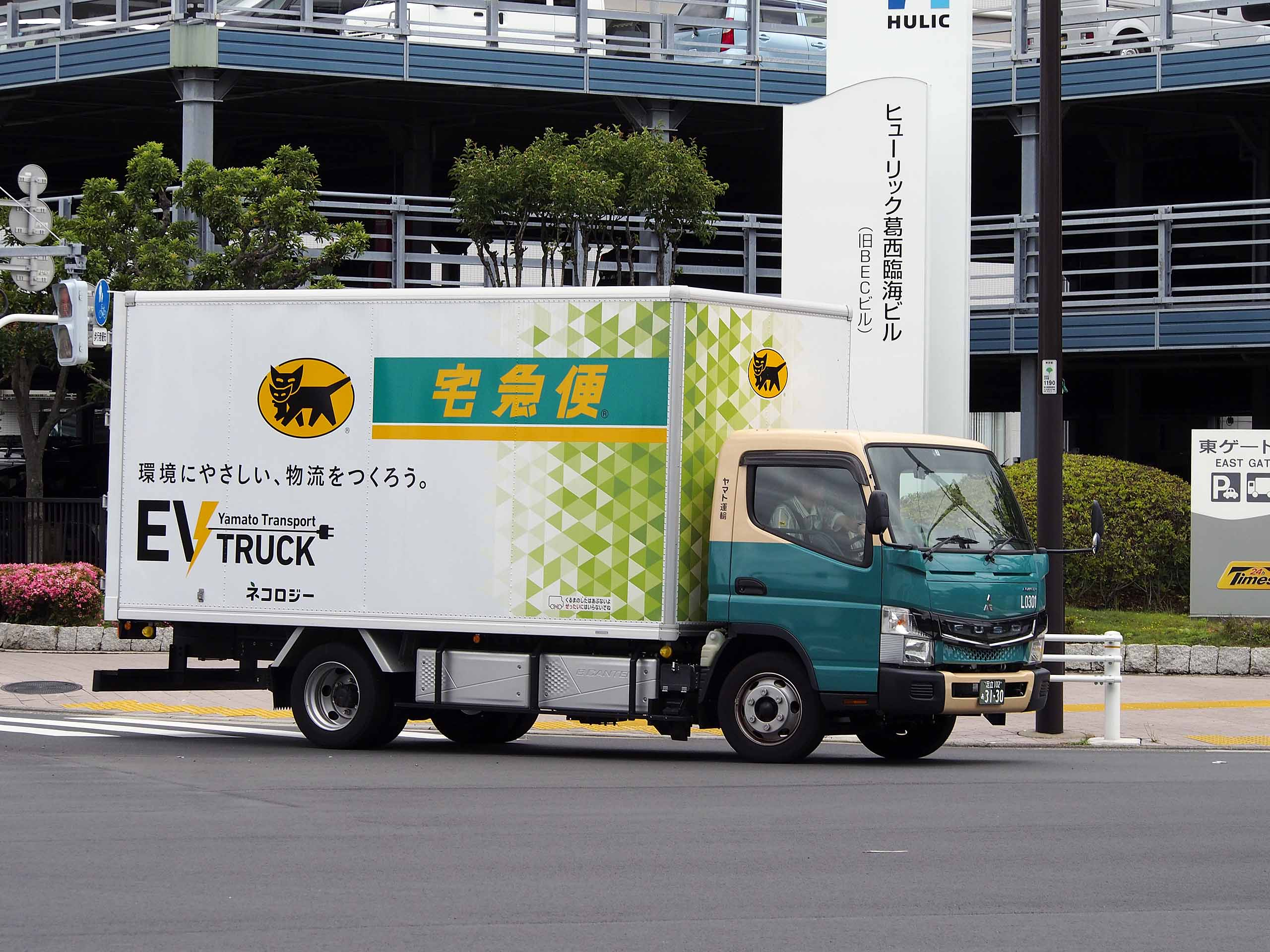
eCanter ヤマト運輸
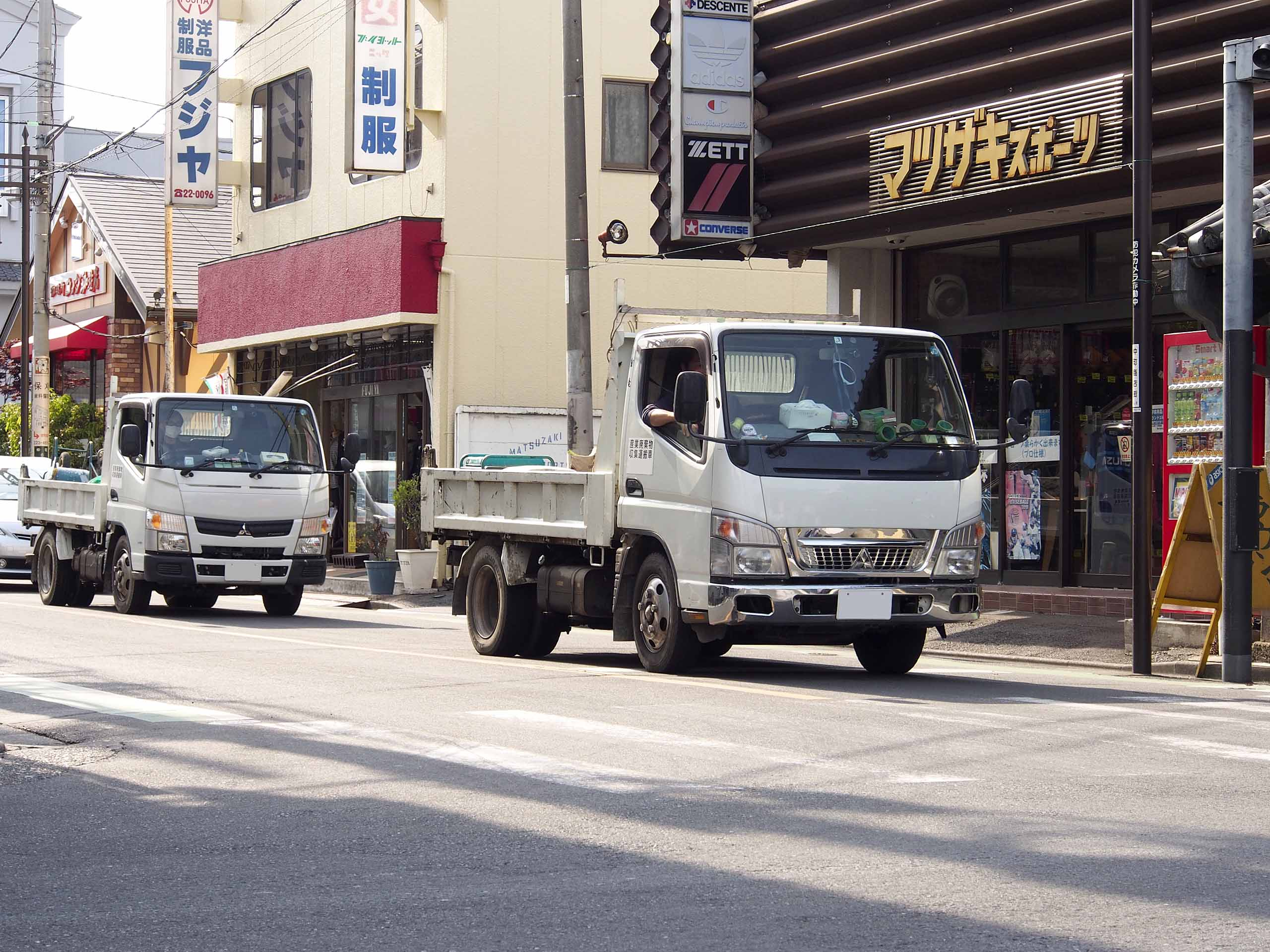
7代目と8代目の差異（8代目は後ろ）
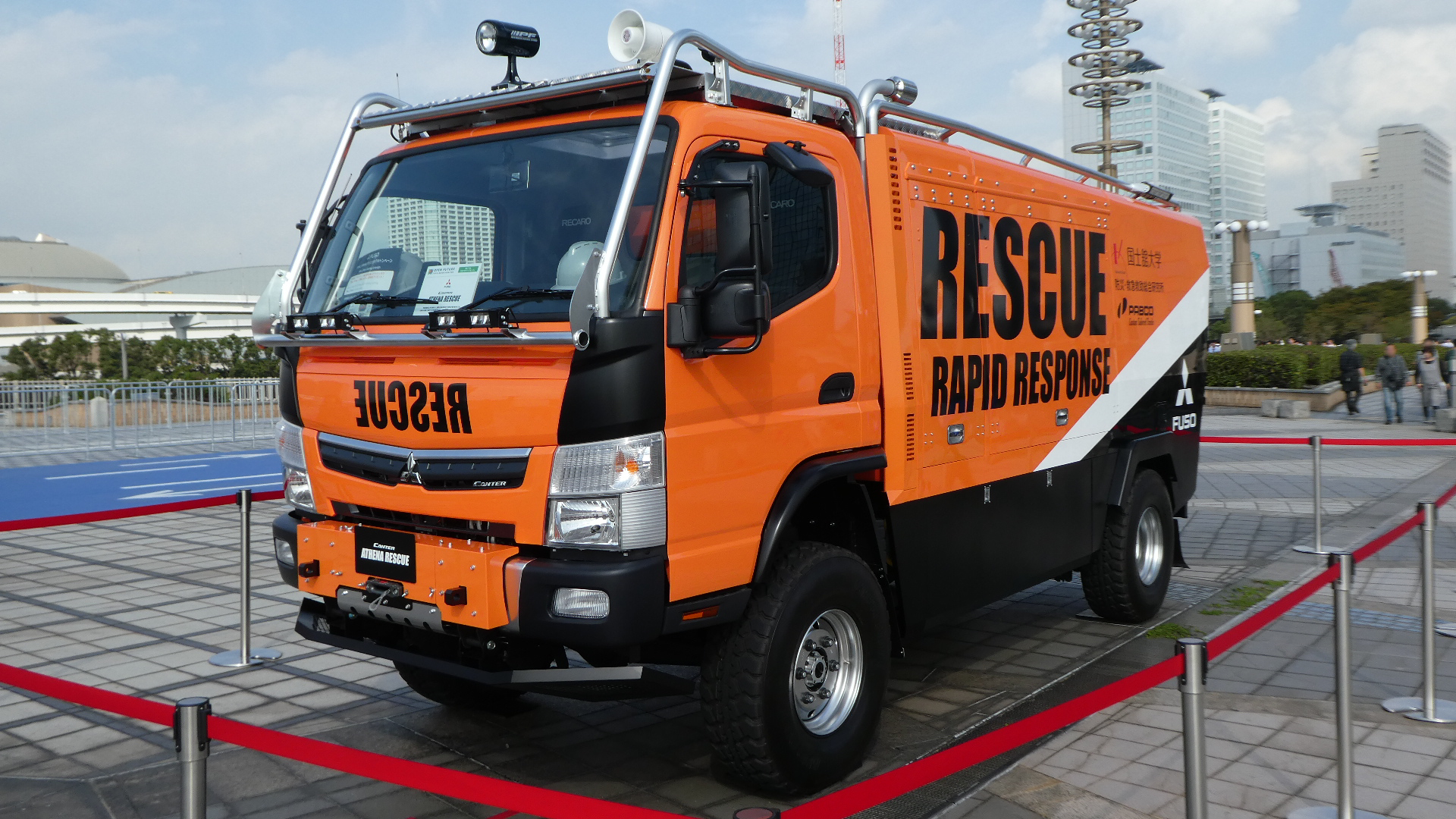
キャンター4輪駆動車の救助車両（参考出品車）（国士舘大学）
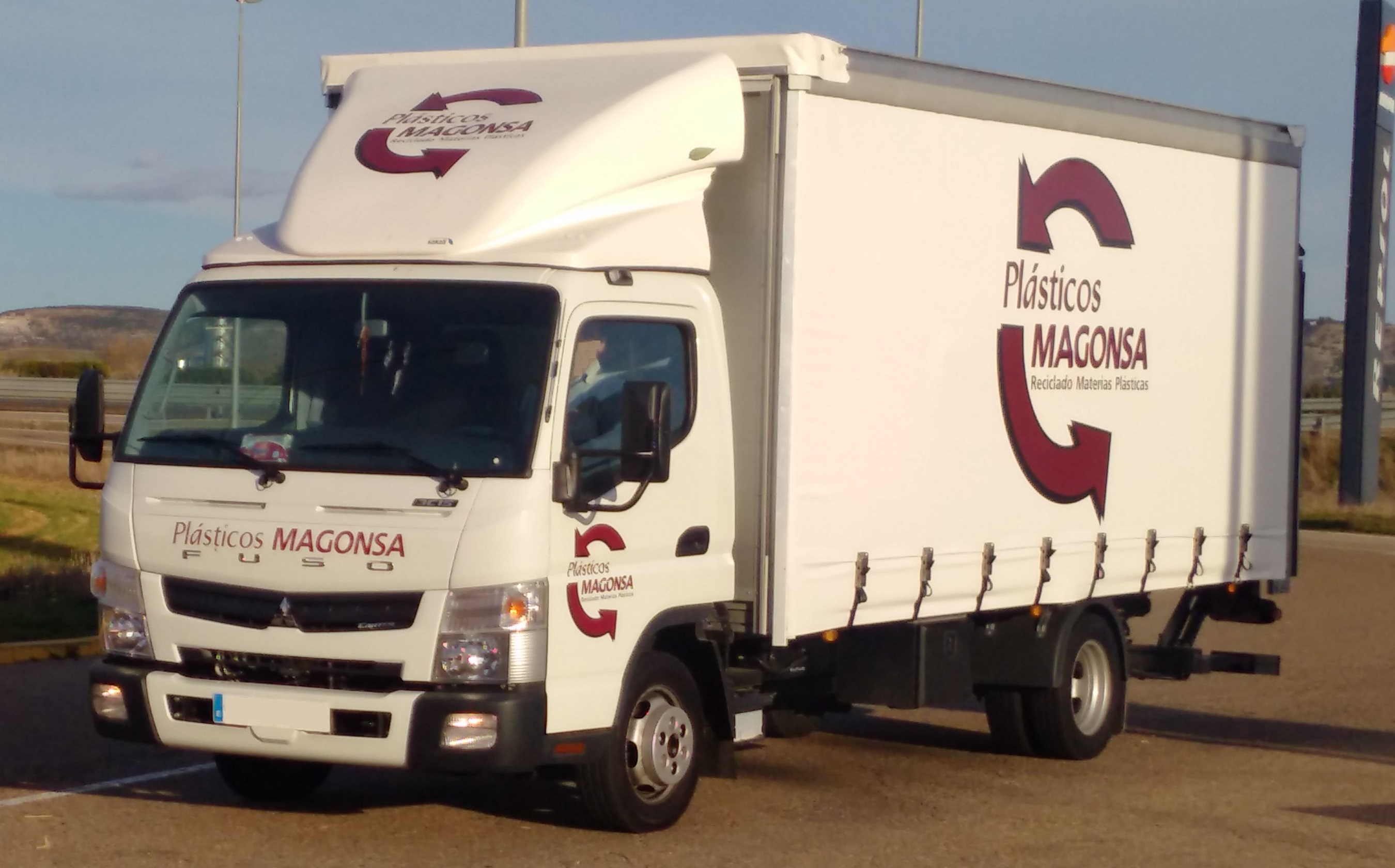
8代目キャンター前期型（欧州仕様）
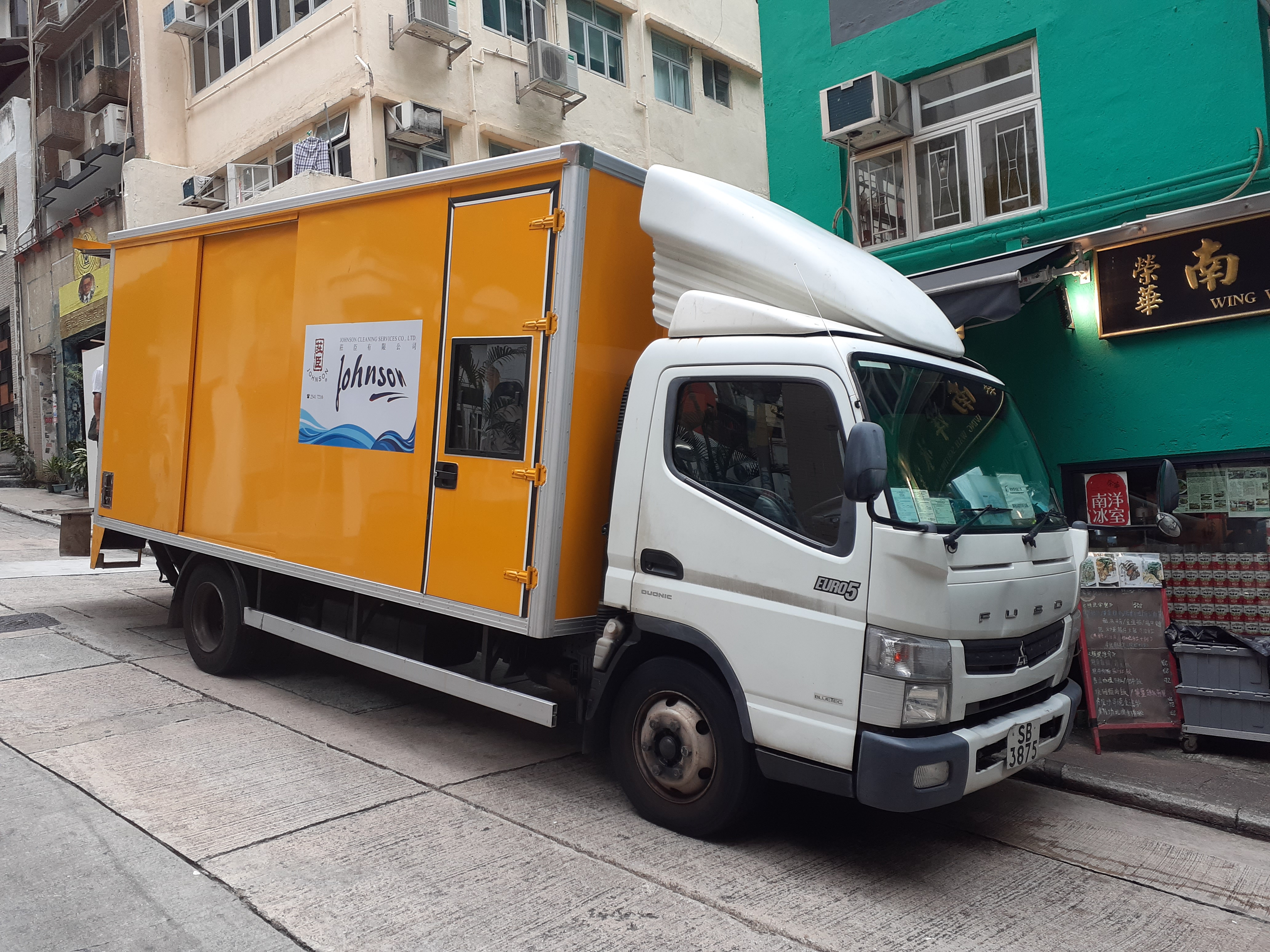
8代目キャンター前期型（香港仕様）
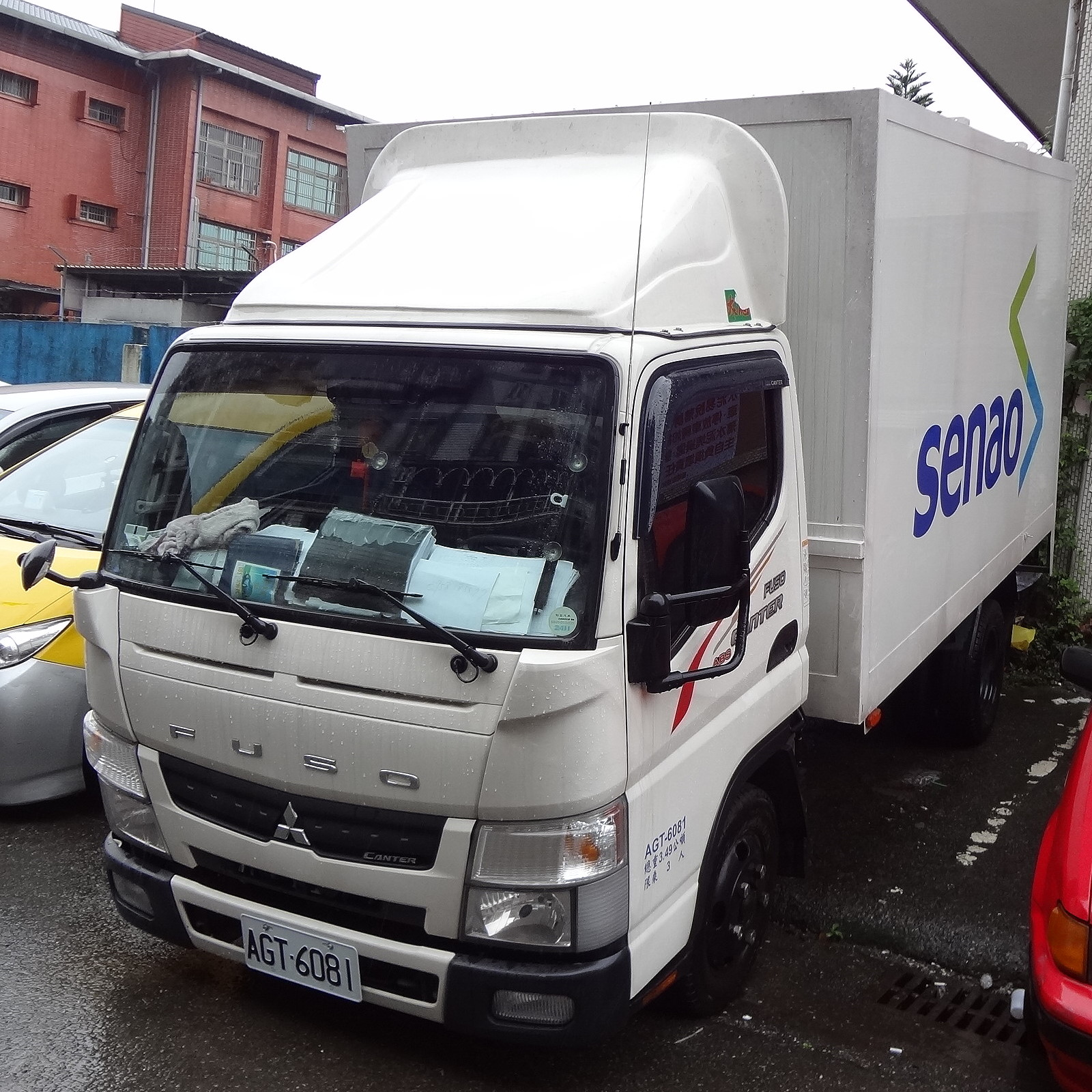
8代目キャンター前期型（台湾仕様）

## 9代目 FDA/B/FEC/D/FGA/B系（2020年 - ）
2020年10月19日、世界に先駆けて国内で発表。同年11月より販売開始。
- キャブデザインを一新し、ローザ（2018年）・エアロクイーン／エアロエース（2019年）に採用した「ふそうブラックベルト」をフロントフェイスに採用[27]。但しキャブは7代目からのキャリーオーバーである[28]。
- 左折巻き込み事故のリスクを低減させる先進安全装置「アクティブ・サイドガード・アシスト」を小型トラックでは国内初搭載。死角となりやすい車両左側をレーダーで監視することで、対象物を感知し、警報音でドライバーに警告を出すもの。
- エンジンは先代の4P10を改良した3.0Lの「4P10+」（110PS/130PS/150PS/175PS）。
- なお、「eCanter」は9代目発表時点では初代モデルのままで継続発売された。

2021年3月、法改正に合わせた改良を実施。J-OBDII（車載式故障診断装置、GVW7.5t以下全モデルが対応。GVW7.5t超モデルは2019年に対応済み）および後部突入防止装置を同年9月の法改正施行に先行して装備した。
2021年8月からは欧州での受注を開始。欧州向けキャンターの新モデルは、ポルトガルのトラマガル工場で12月に生産を開始する計画である。
2021年11月1日、これまでDUONICのみだった1.5t積クラスに5速MT車を追加設定。1.5t積クラスへのMT設定は10年ぶり。
2022年9月7日、「eCanter」が9代目ベースの2代目へフルモデルチェンジすることを発表。日本では2023年春に発売予定であることがアナウンスされる。
2023年3月9日、前述した「eCanter」の2代目へのフルモデルチェンジを正式発表し、同日より受注を開始。
- モーターを後軸に統合した電気アクスル「eAxle」の採用によりドライブシャフトが無くなり、ドライブトレインをコンパクト化したことでシャシや架装バリエーションを大幅に拡大。シャシのラインナップは日本仕様では28型式となり、動力取り出し装置をモーター式にした「ePTO」を採用したことで架装オプションも拡大され、ダンプ（サブフレーム付）、キャリアカー、脱着車、リアクレーン、ゴミ収集車（押し出し式）の架装が可能となった。車両総重量（GVW）は初代モデルの7.5tクラスに加えて、GVW5tクラスから最大でGVW8tクラスまで展開し、キャブサイズも初代モデルと同等のワイドキャブに加え、標準幅キャブとファイターと同等サイズとなるEX拡張キャブの3種類を展開。ホイールベースも2,500mmから中型車クラスと同等なる4,750mmまでの複数展開となる。
- バッテリーはモジュール式が採用され、ホイールベースに応じて、1個搭載のSサイズ、2個搭載のMサイズ、3個搭載のLサイズを設定し、用途に応じた渡航距離を選択可能とした。
- ステアリングヒーターとシートヒーターをメーカーオプションで設定し、必要な箇所だけを温める省電力機能を追加。電力消費を抑えつつウィンドシールドの曇りを除去するウィンドシールドヒーターを新たにメーカーオプション設定した。さらに、事前に稼働開始時刻をタイマー予約することで稼働開始時にハイパフォーマンスを発揮する「バッテリープレコンディショニング」を標準装備した。
- 回生ブレーキの制動力を回生なしから強回生までの4段階に強度を増やしたほか、車載バッテリーから別売のパワーステーションを介して外部給電を行う外部給電システムが新たに搭載された。
- 安全装備は9代目キャンター同様に「アクティブ・サイドガード・アシスト1.0」が標準装備されたほか、バックアイカメラシステムも標準装備され、パーキングブレーキを電動化した。

2023年12月20日、カゼットが7代目いすゞ・エルフベースの3代目へフルモデルチェンジされたことに伴い、UDトラックスへの供給を終了。これにより、2012年11月以来、約13年ぶりにOEM車種がない三菱ふそうオリジナル車種に戻った。

## キャンターガッツ

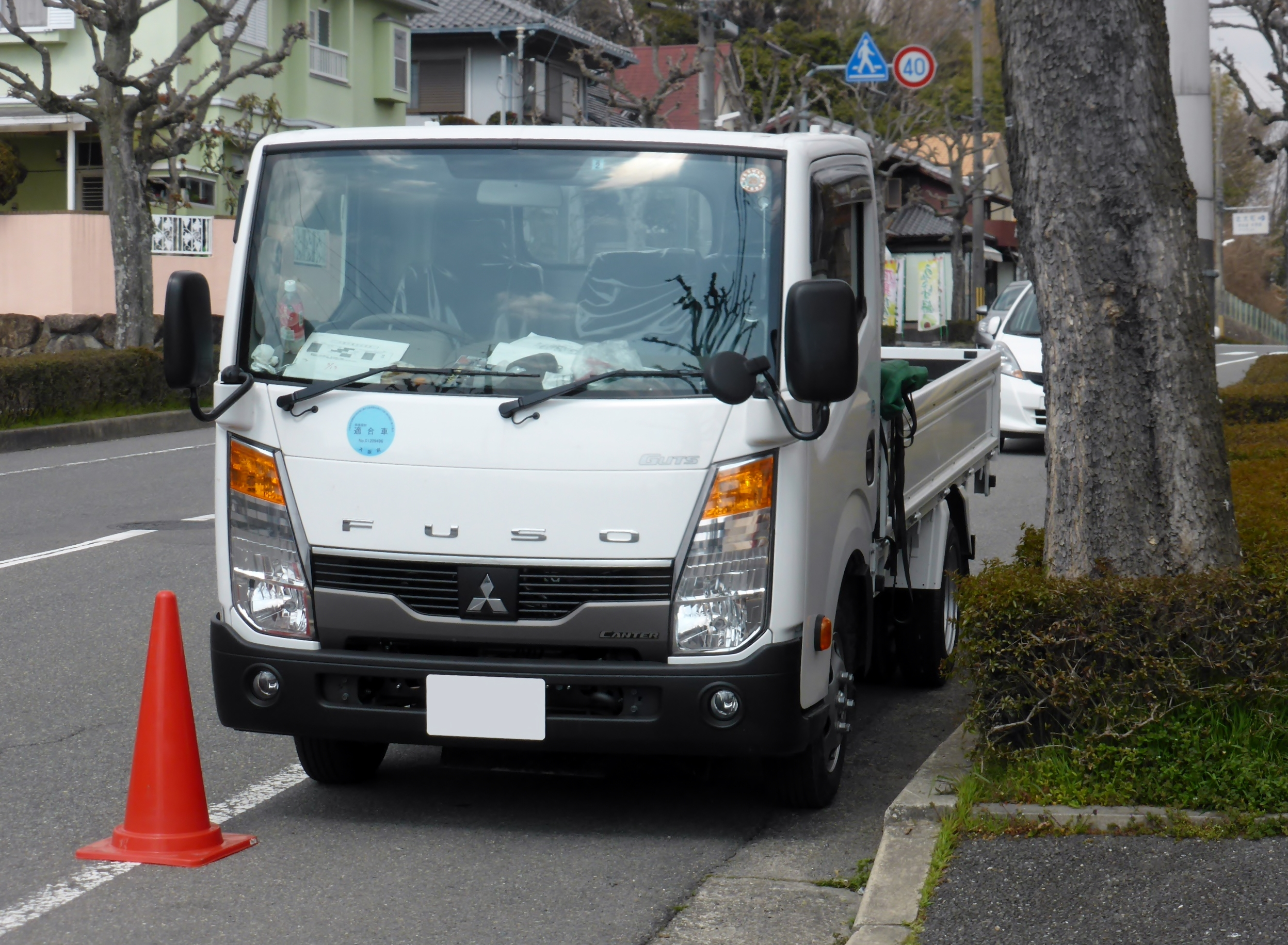
キャンターガッツ（OEM車）

「キャンターガッツ」は、キャンターの1.5t積クラスに使用された名称である。1987年、5代目時代の途中にそれまでの「キャンター15」から名称変更。以後6-7代目を通じて設定されたが、2010年の8代目移行時にいったん名称が消滅。
2013年1月15日から日産自動車のアトラス(F24型)を、OEM供給により「キャンターガッツ」として販売開始。三菱ふそう向けには3.0LターボディーゼルのZD30DDTi型を搭載。三菱ふそうからはキャンター（日産ではNT450アトラスとして発売）をOEM供給することで、相互供給の形となった。
なお、日産自動車ではいすゞ自動車へエルフ100（ガソリンモデルのみ）として、海外ではルノートラックへルノー・マキシティとしてそれぞれOEM供給されており、姉妹車の関係となる。
2020年、キャンターの9代目へのフルモデルチェンジ時にOEM相互供給が終了、キャンターガッツの販売も終了した（なおOEM元のアトラスF24も、2021年に生産が終了した）。

## キャンターエコハイブリッド
2006年7月5日、7代目キャンターにハイブリッド車「キャンターエコハイブリッド」を追加販売開始。2010年11月11日、キャンターシリーズが8代目にモデルチェンジ後、翌2012年5月18日にエコハイブリッド車もモデルチェンジ。
8代目エコハイブリッド車は日産自動車およびUDトラックスへ、ディーゼル車とともにOEM供給された。
- 日産・NT450アトラス - 2012年11月8日発表、2013年1月8日発売[7]。2019年7月2日の改良でハイブリッド車の設定は廃止[36]。
- UD・カゼット - 2014年9月11日発売。

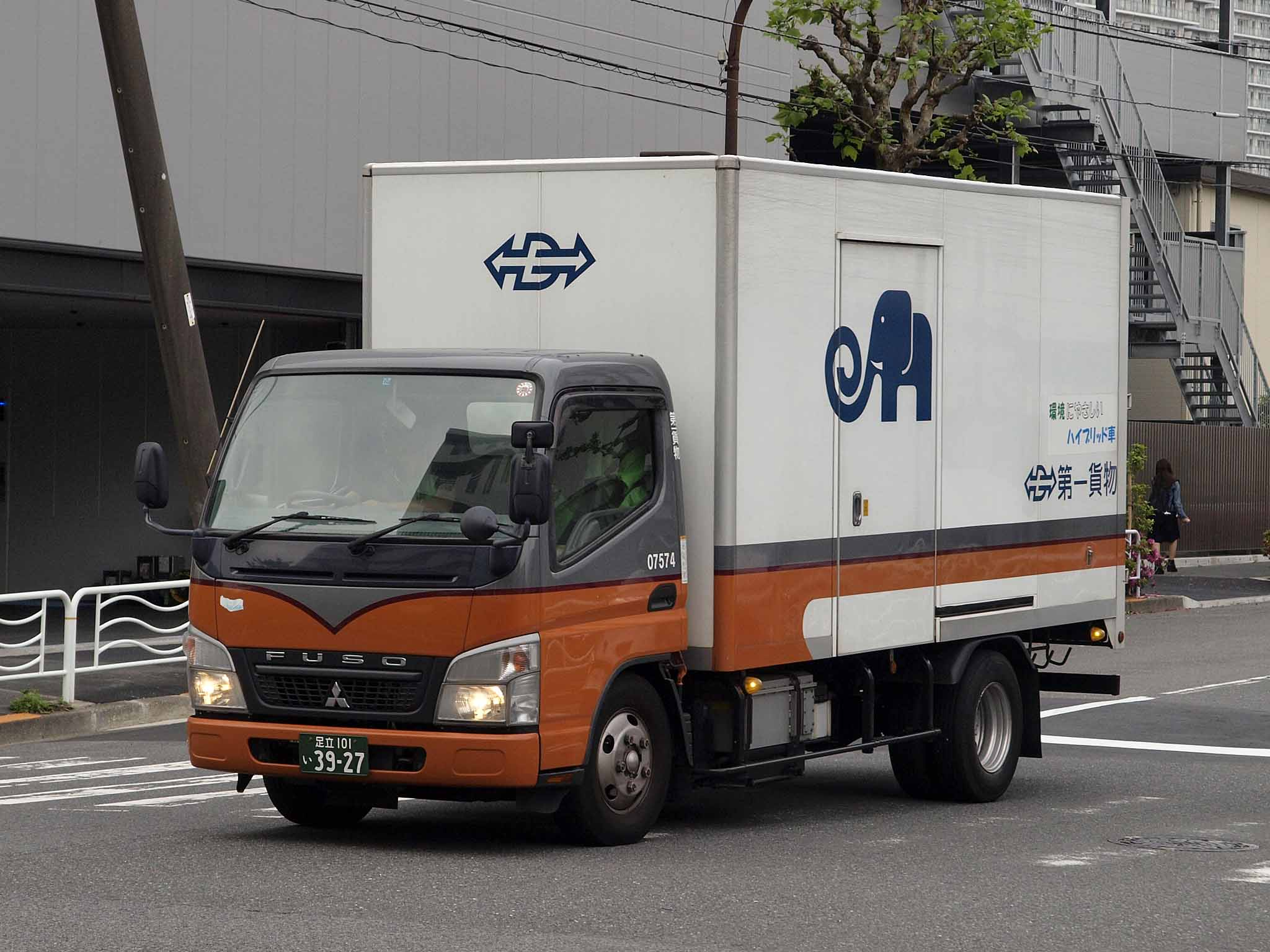
キャンターエコハイブリッド（第一貨物）（7代目）
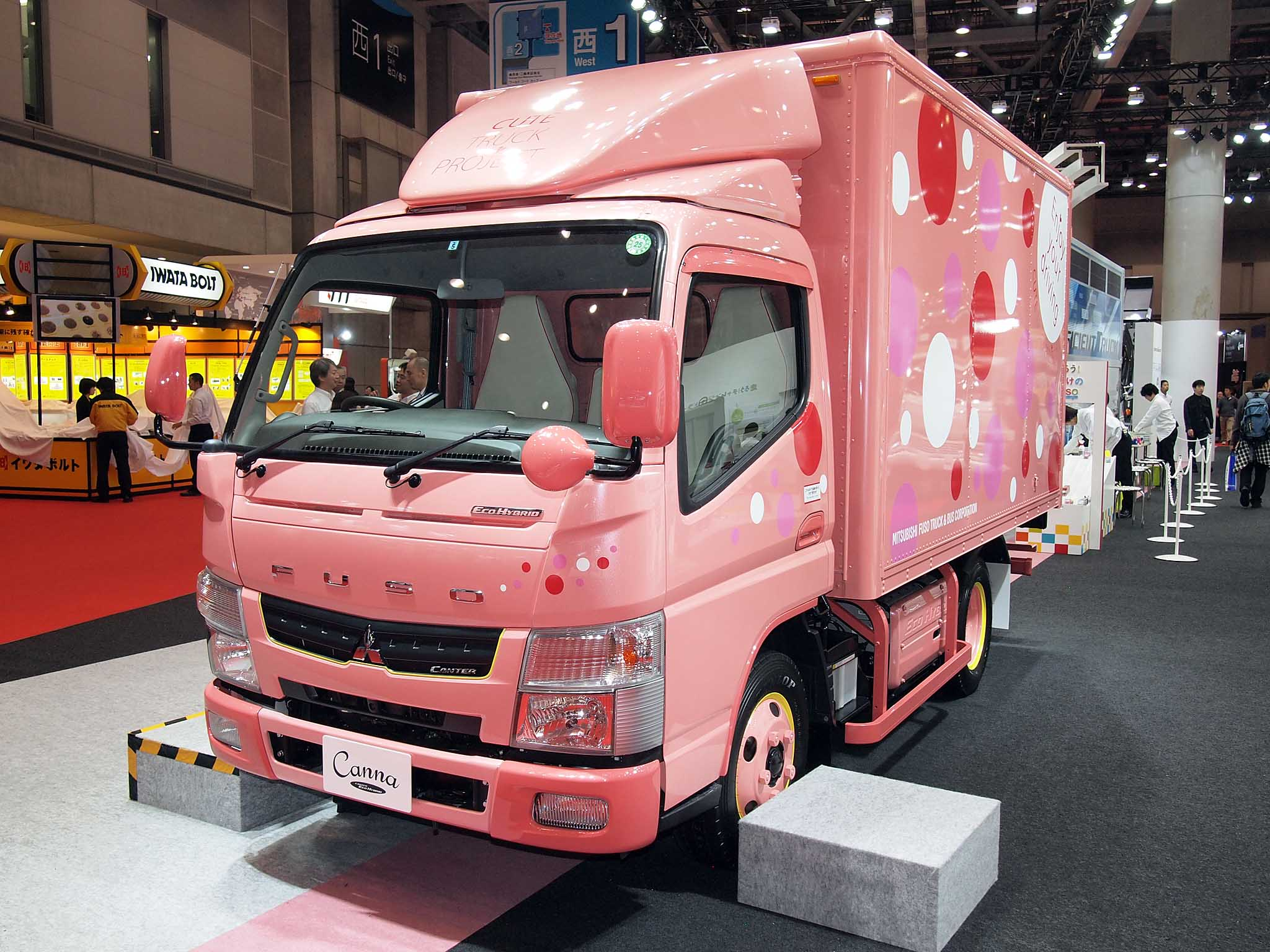
キャンターエコハイブリッド Canna（8代目）
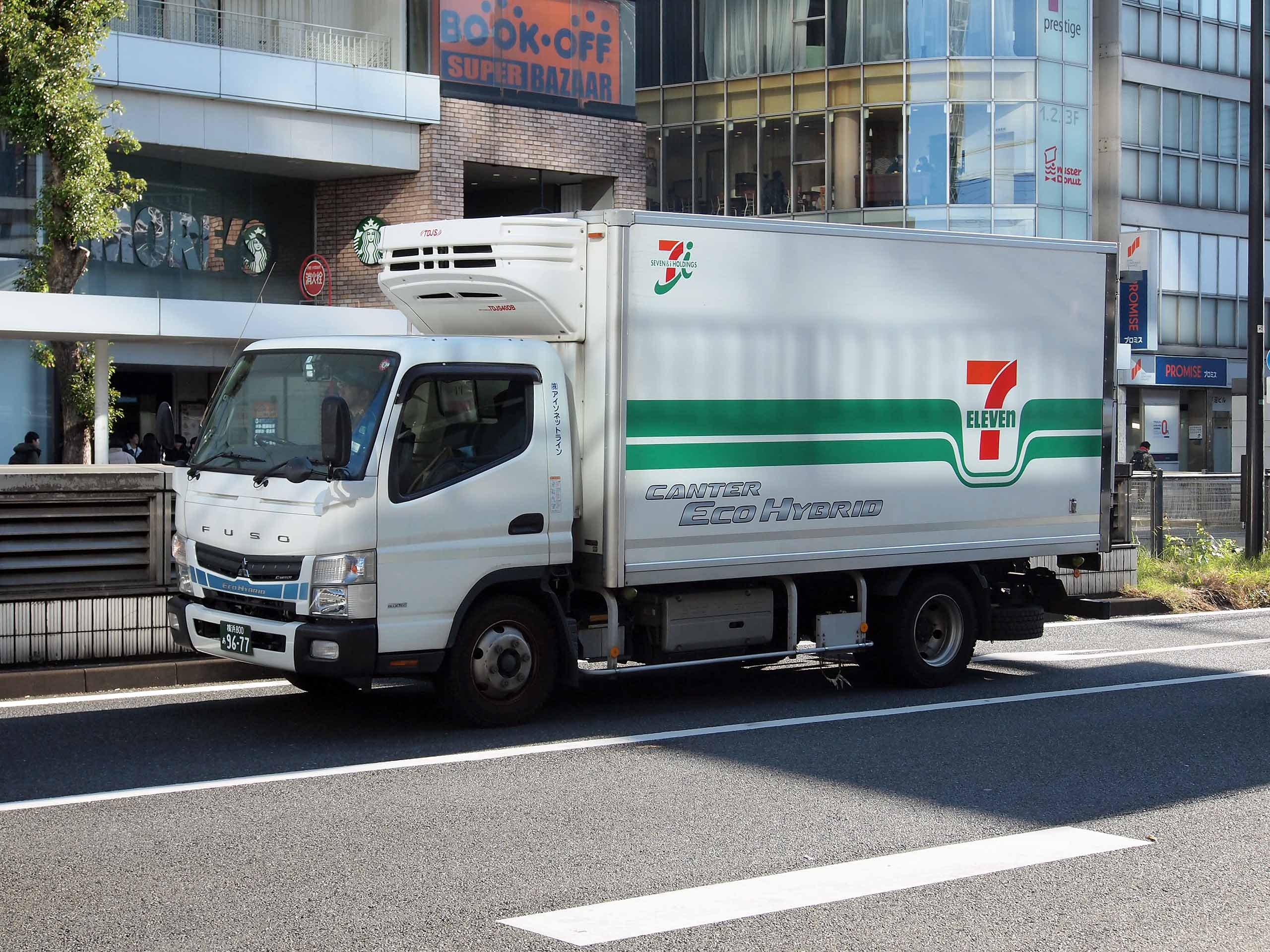
キャンターエコハイブ ワイドキャブ（セブン-イレブン）（8代目）
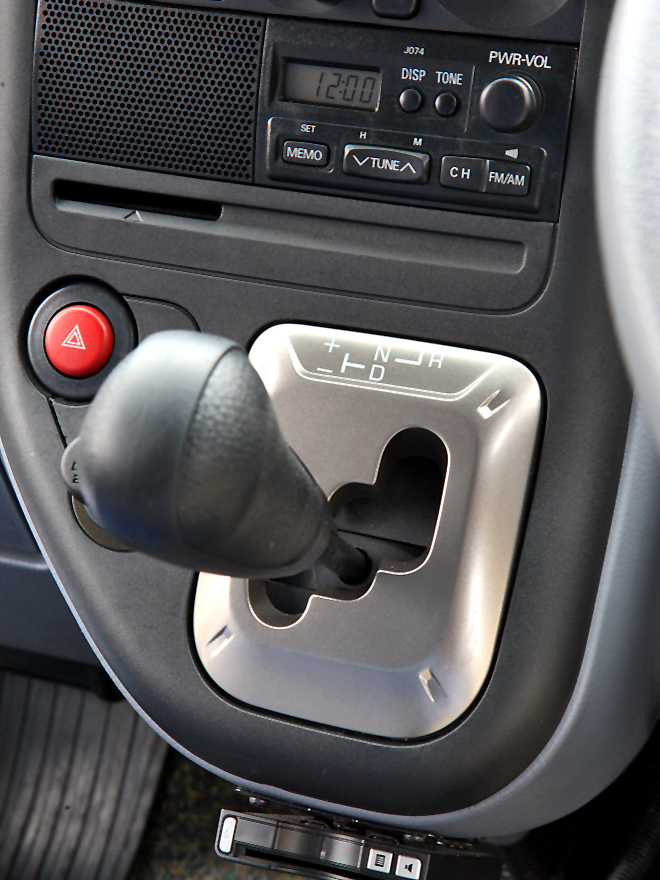
オートマチックトランスミッション（INOMAT-II）（7代目）
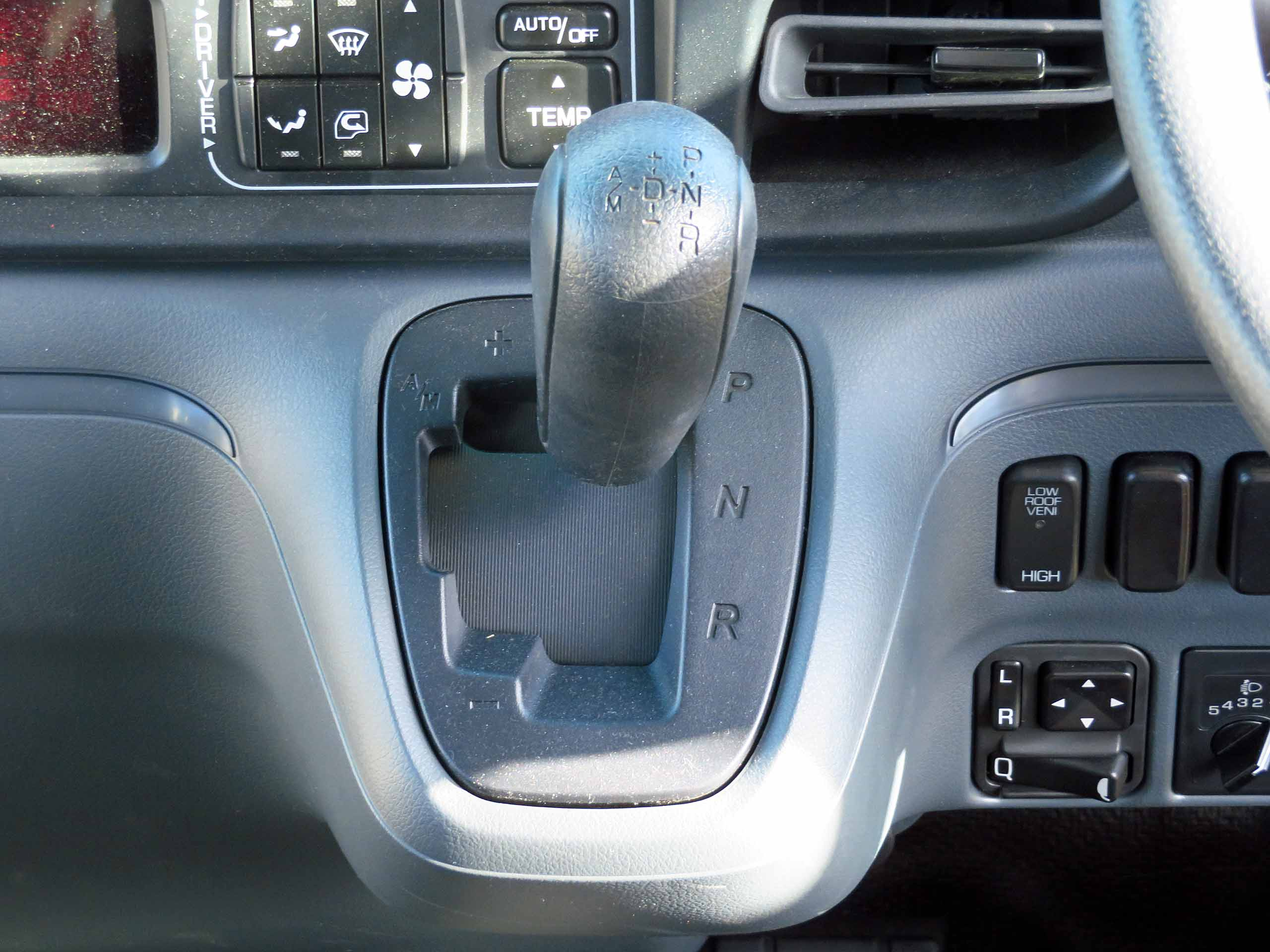
シフトレバー（ローザ）（8代目）

## ラインナップ
一部小型トラックで過半は普通トラックである。積載量は1.2tから1.5tのキャンターガッツと1.75tから最大4.8t（5t未満一杯）までのキャンターがある。また、ワイドボディにクラス唯一の後輪2軸（前後あわせて3軸）仕様の設定がある。
- FA（キャンターガッツガソリン車、4G63型エンジン）
- FB（キャンターガッツ）
- FD（キャンターガッツ4WD）
- FE（シングルキャブ全車、ダブルキャブ2WD）
- FF（6x2、3軸車、リヤエアサス）
- FG（シングルキャブ及びダブルキャブ4WD）
- FH（日本ではファイターミニヨンの名で販売、4×2、4tシャーシ）

## メーカー完成車シリーズ荷台メーカー
- D VAN（アルミバン完成車シリーズ）、D WING（ウイングバン完成車シリーズ） - パブコ
- 保冷バン完成車シリーズ、冷凍バン完成車シリーズ - 日本フルハーフ（冷凍機は菱重コールドチェーン製）
- ダンプ完成車シリーズ - 新明和工業、極東開発工業（極東開発工業は一部のみ）
- キャリアカー完成車シリーズ - タダノ、古河ユニック、極東開発工業、花見台自動車